# Museu Vida de Cristo
O Museu Vida de Cristo é um museu de cera localizado na cidade de Fátima, em Portugal.
Situado no lugar da Cova da Iria, nas proximidades do Santuário de Nossa Senhora de Fátima, é um museu temático sobre a vida de Jesus Cristo, sendo considerado único no mundo.

## História

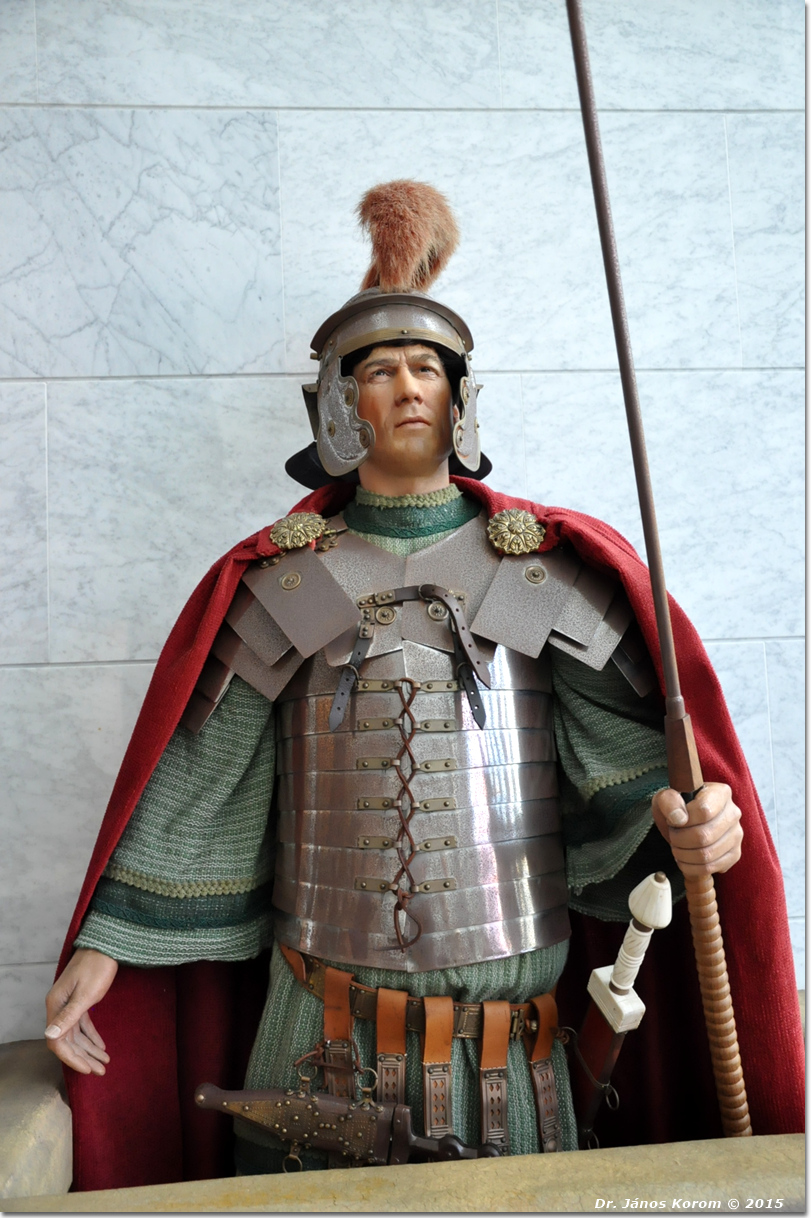
Figura de centurião romano na entrada do Museu Vida de Cristo

Inaugurado a 13 de abril de 2007, o Museu Vida de Cristo é um complexo museológico onde é retratada a vida de Jesus, desde a anunciação do Anjo a Maria até à Ascensão de Jesus ao Céu, num total de 33 cenas, através de figuras de cera em tamanho natural e vestidas com roupas feitas com tecidos fabricados na zona da Sertã em teares manuais de artesãs portuguesas. O projeto envolveu um investimento de 12 milhões de euros.
Em agosto de 2017 foi anunciado que o museu iria fechar e ser liquidado, depois de os seus principais credores terem rejeitado um plano de insolvência numa última tentativa de que o espaço se mantivesse em funcionamento. O museu devia cerca de seis milhões de euros, sendo que o maior credor era a Caixa Geral de Depósitos, que votou a favor da sua liquidação. A sentença de insolvência do Museu Vida de Cristo viria a ser proferida. Mais tarde, reunidos em assembleia, os credores determinaram o encerramento da actividade do museu.
Em 2021, o Museu Vida de Cristo foi vendido por um total de 1,1 milhão de euros com o imóvel a ser adquirido pela Renowned Champion, imobiliária com sede em Lisboa. Segundo a empresa adquirente, o Museu Vida de Cristo foi considerado o terceiro melhor museu de cera do mundo por Tony Julius, diretor da empresa londrina que fabricou as figuras de cera e ex-colaborador do Museu Madame Tussauds.
O Museu Vida de Cristo reabriu ao público a 15 de março de 2024.

## Características

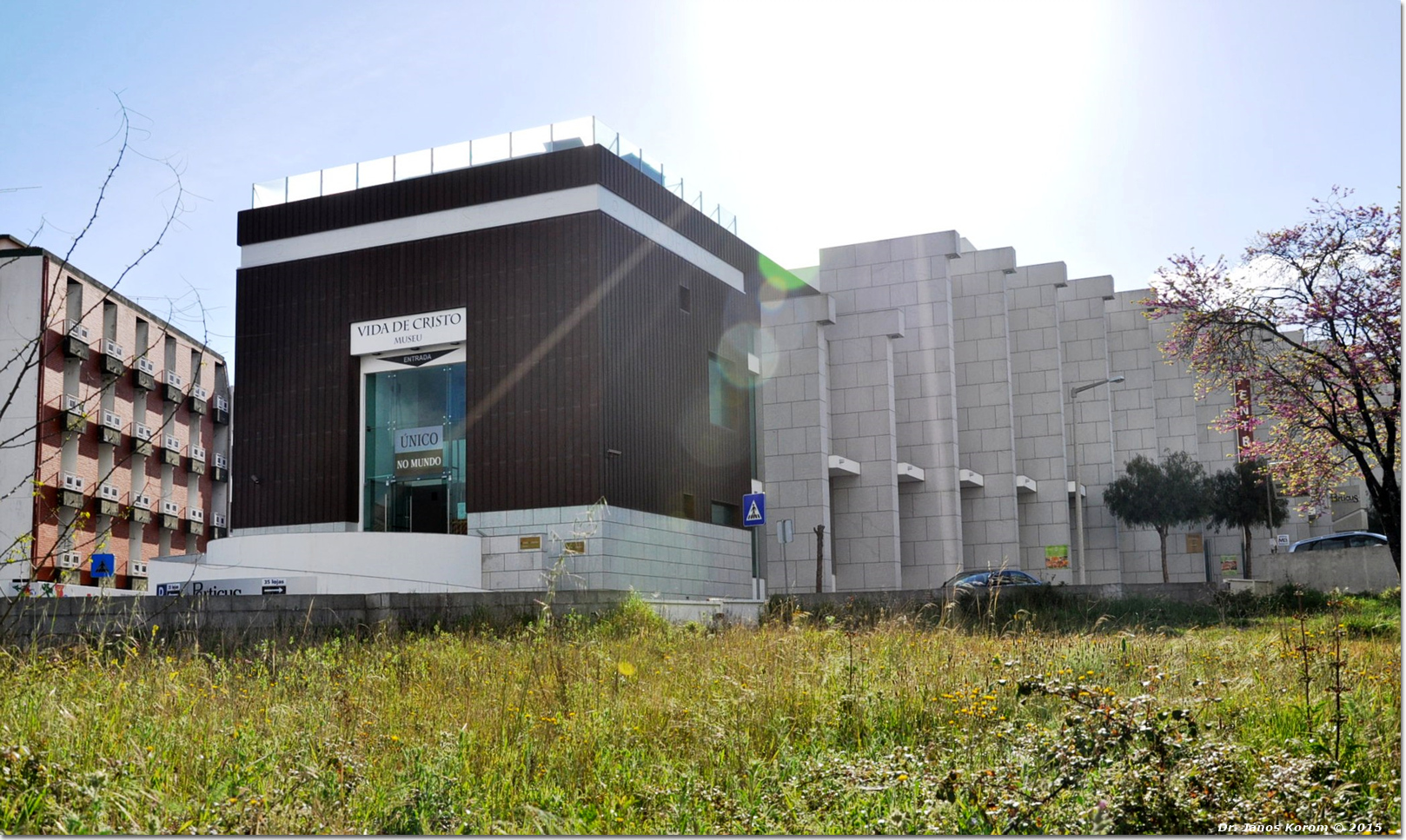
Exterior do Museu Vida de Cristo em Fátima, Portugal

Numa área de 4.400m2, o Museu Vida de Cristo conta com 210 figuras de cera, distribuídas em 33 cenas. De arquitetura moderna, em cores claras, o exterior é revestido com granito e cobre. Internamente é dividido em pisos que contam com grande luminosidade e amplos espaços de circulação:
- dois pisos para narrar a vida de Cristo;
- dois pisos como complemento à área comercial;
- dois pisos para estacionamento de veículos ligeiros.

O Museu Vida de Cristo é dotado de uma galeria comercial com 16 lojas, cinco arrecadações e um parque de estacionamento em cave com cerca de uma centena de lugares.

## As cenas do Museu
A seguinte galeria fotográfica apresenta as 33 cenas da vida de Jesus representadas em esculturas de cera no Museu Vida de Cristo:

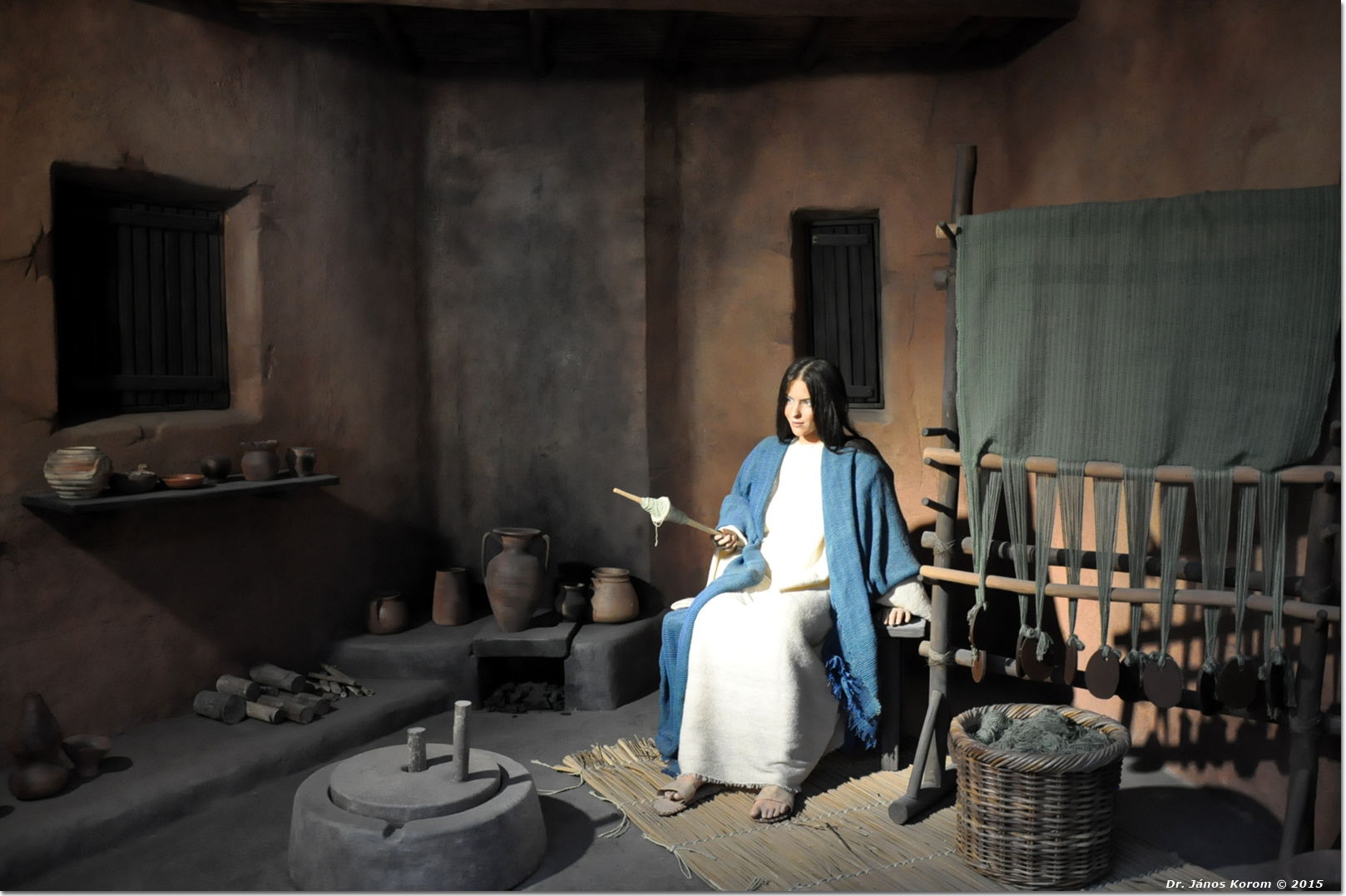
1ª Cena: A anunciação do anjo Gabriel à Virgem Maria
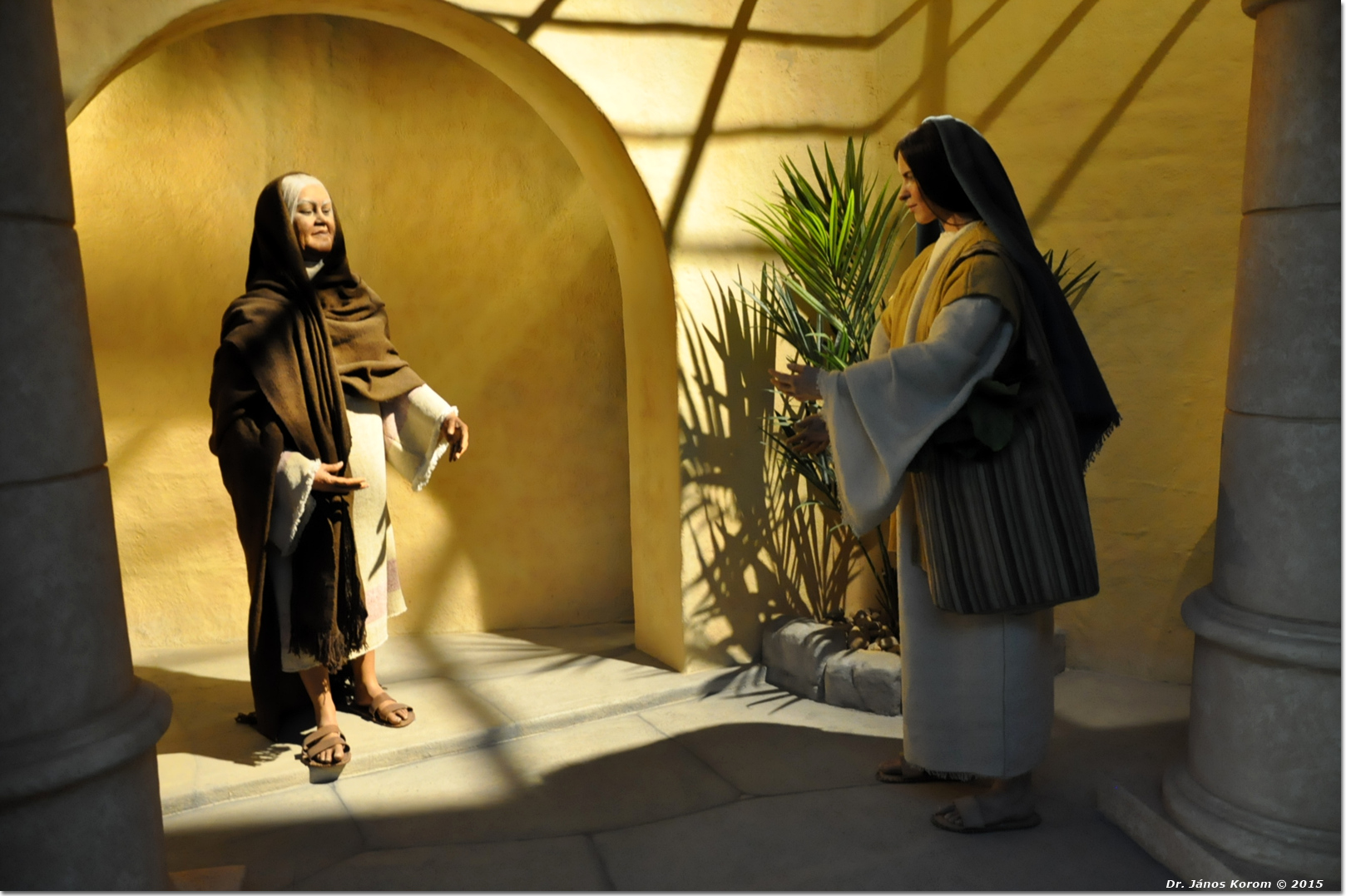
2ª Cena: A visitação da Virgem Maria a sua prima Isabel
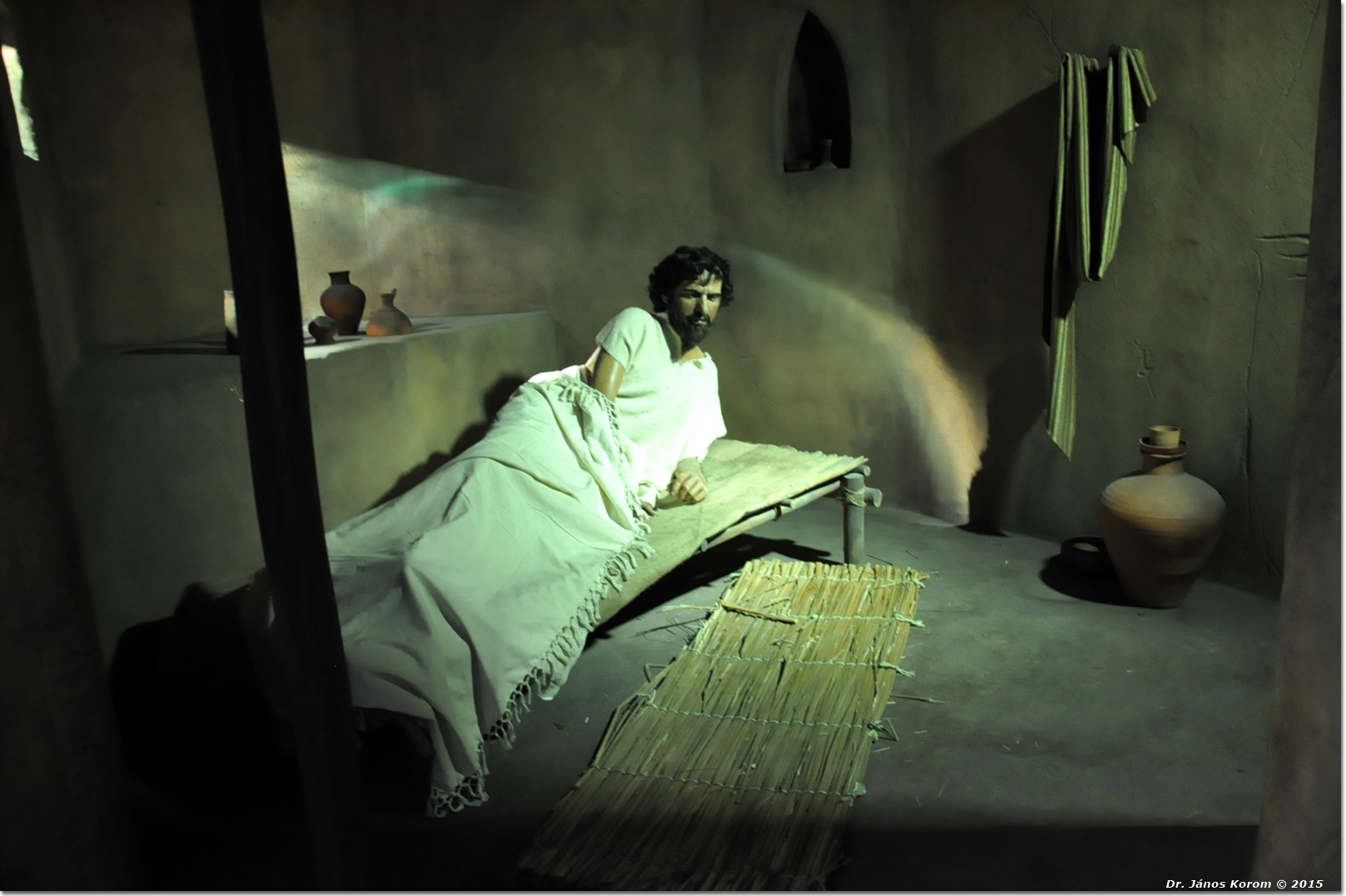
3ª Cena: A anunciação a São José
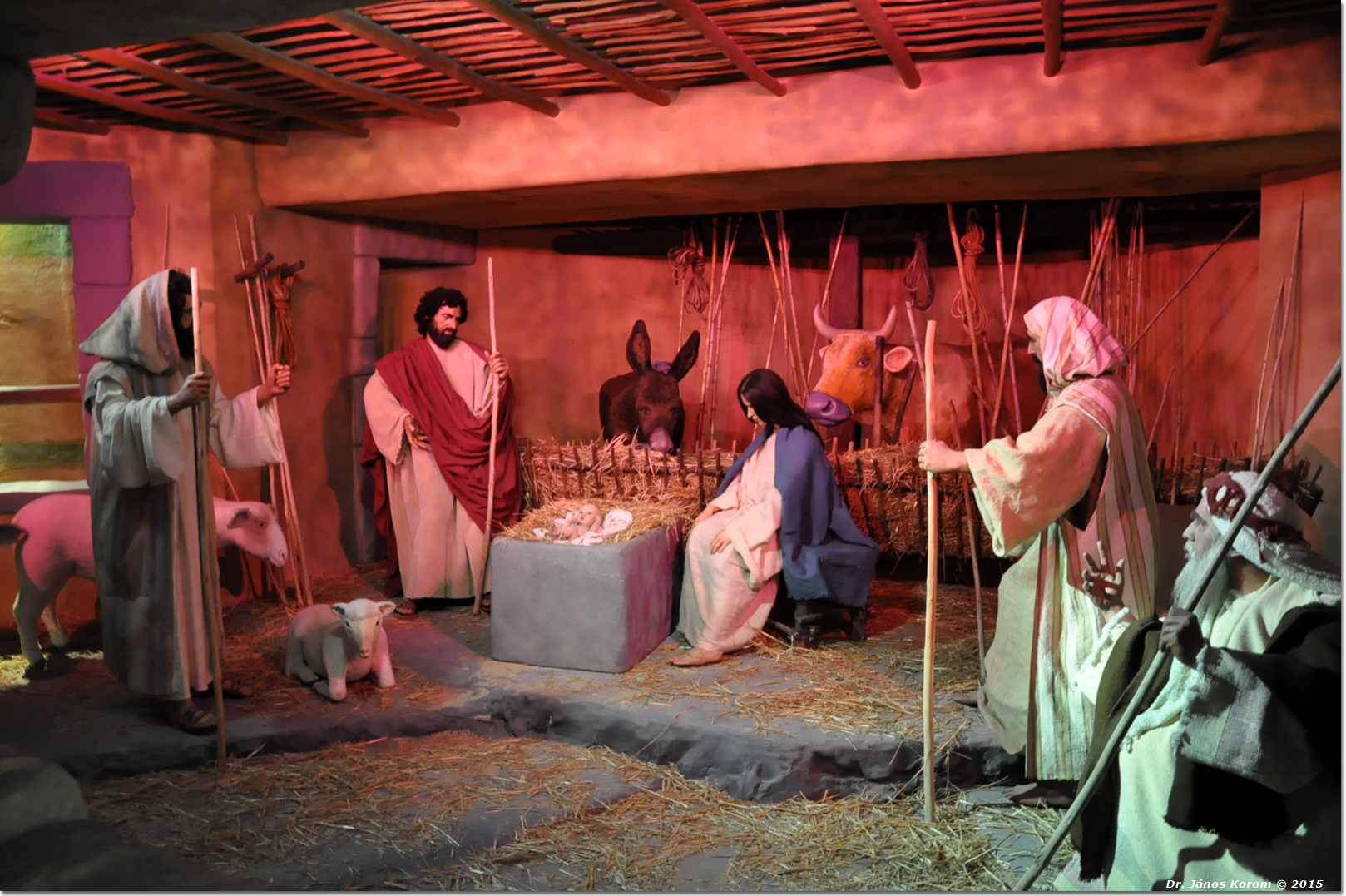
4ª Cena: O nascimento de Jesus
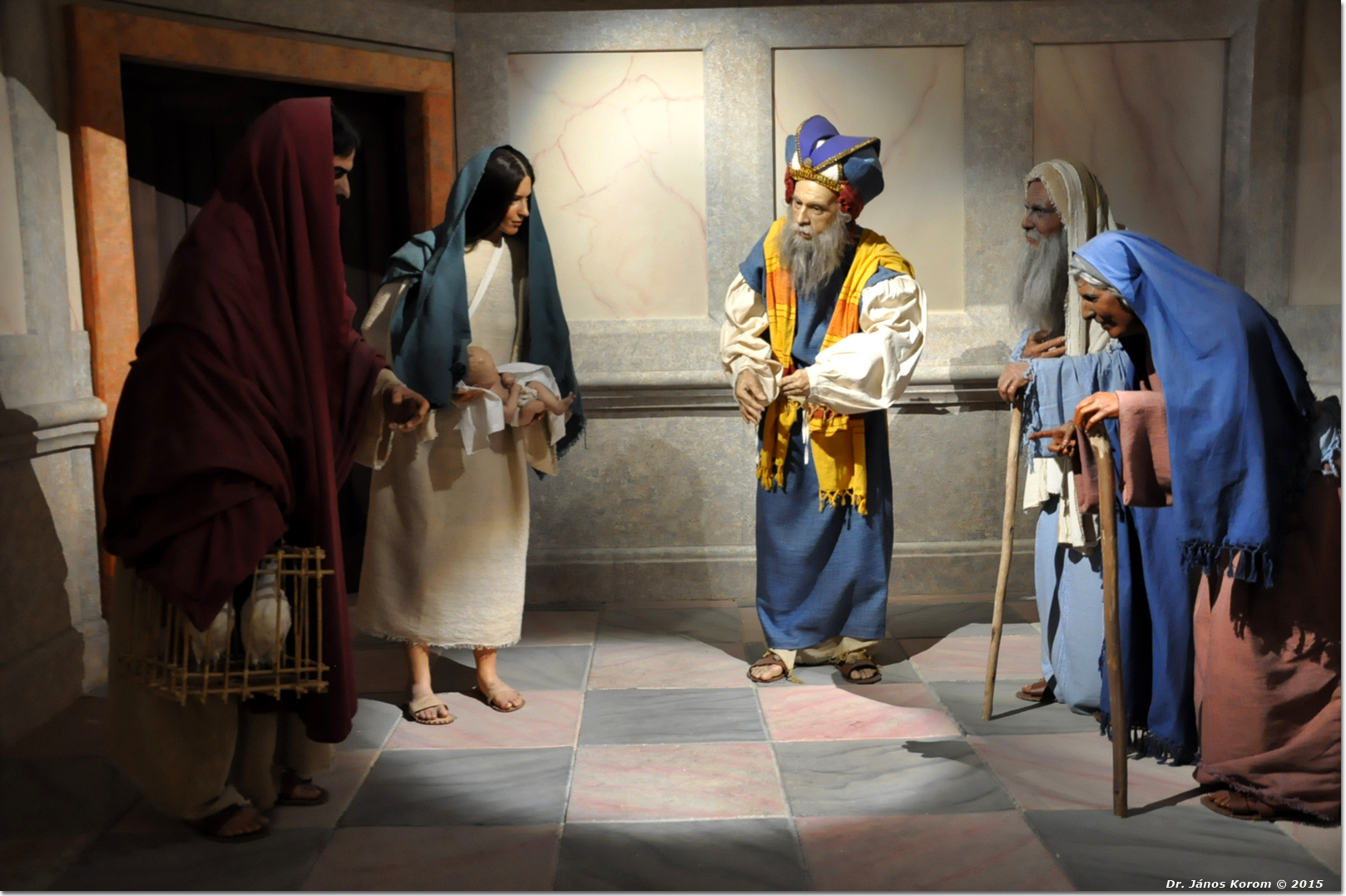
5ª Cena: A apresentação do Menino Jesus no Templo
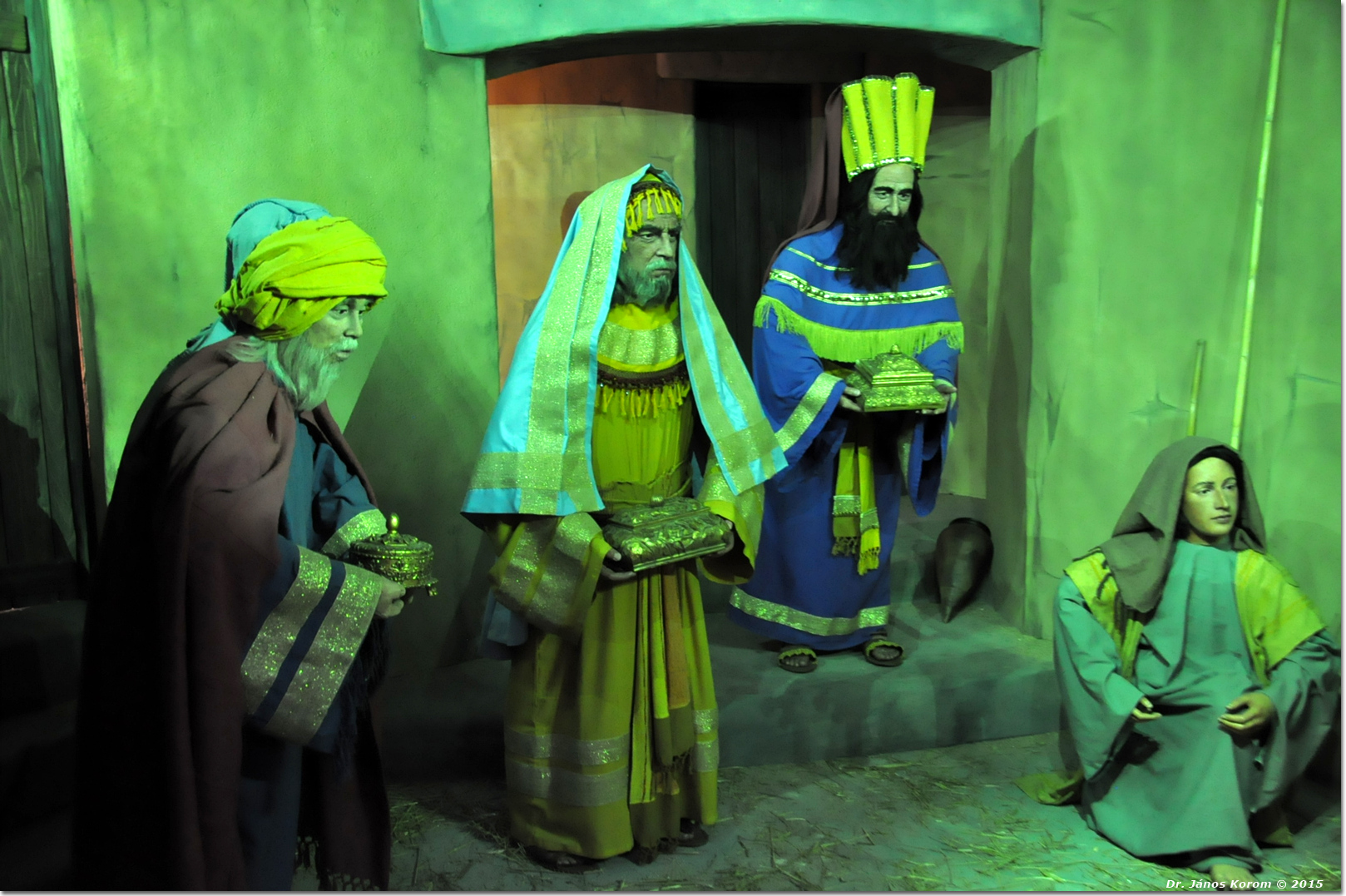
6ª Cena: Epifania dos Três Reis Magos do Oriente
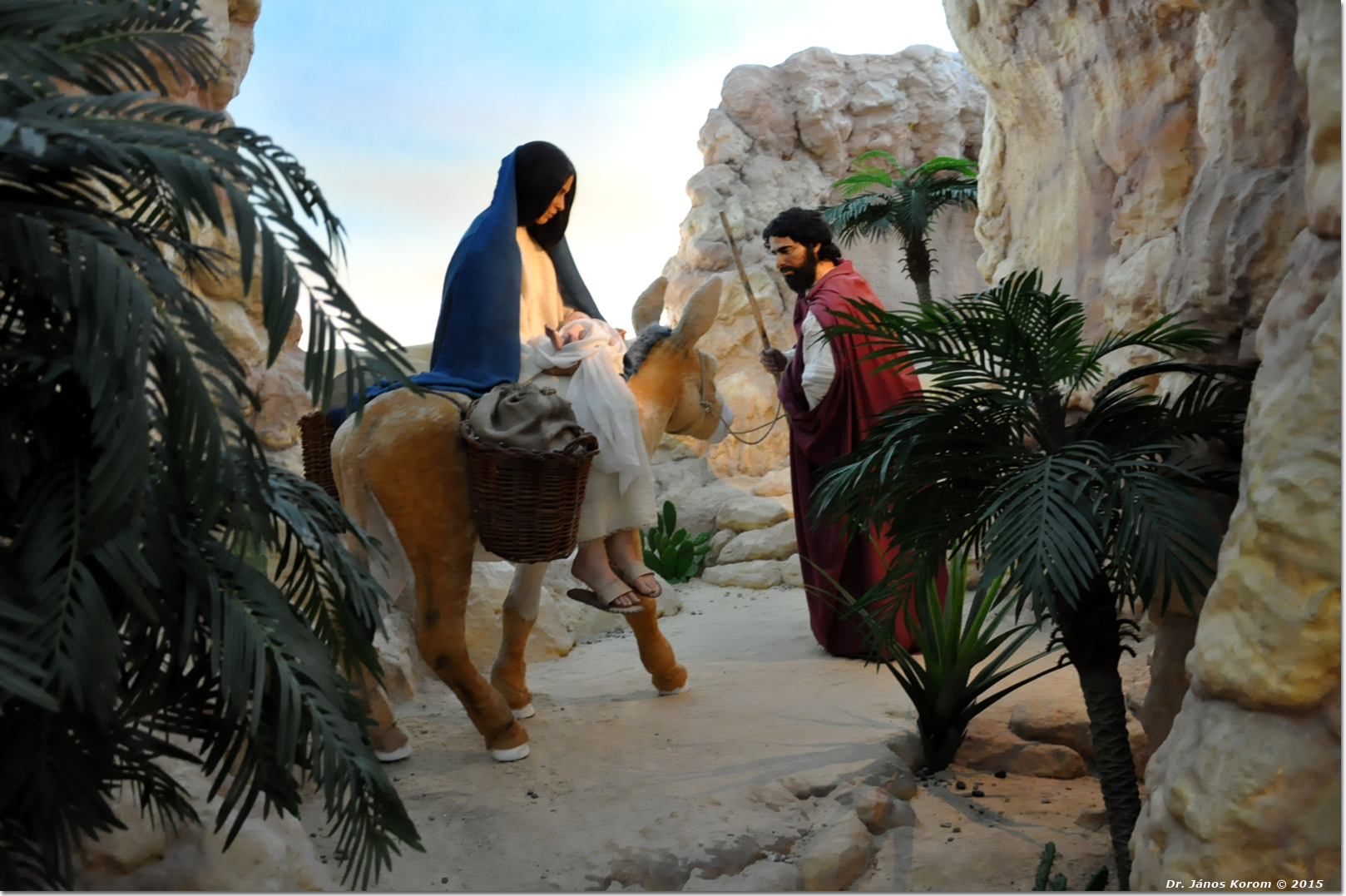
7ª Cena: A fuga para o Egito
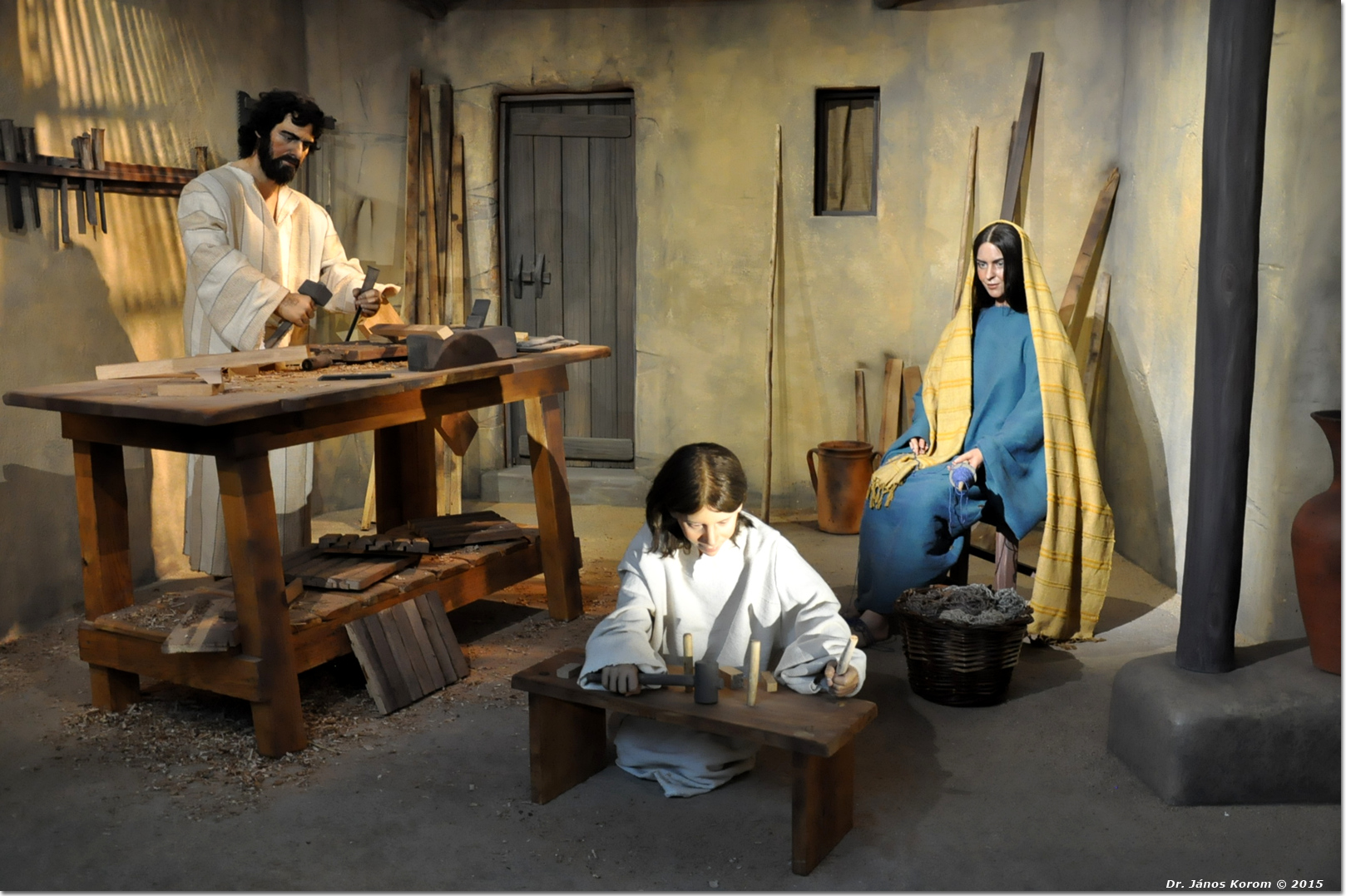
8ª Cena: A infância de Jesus em Nazaré
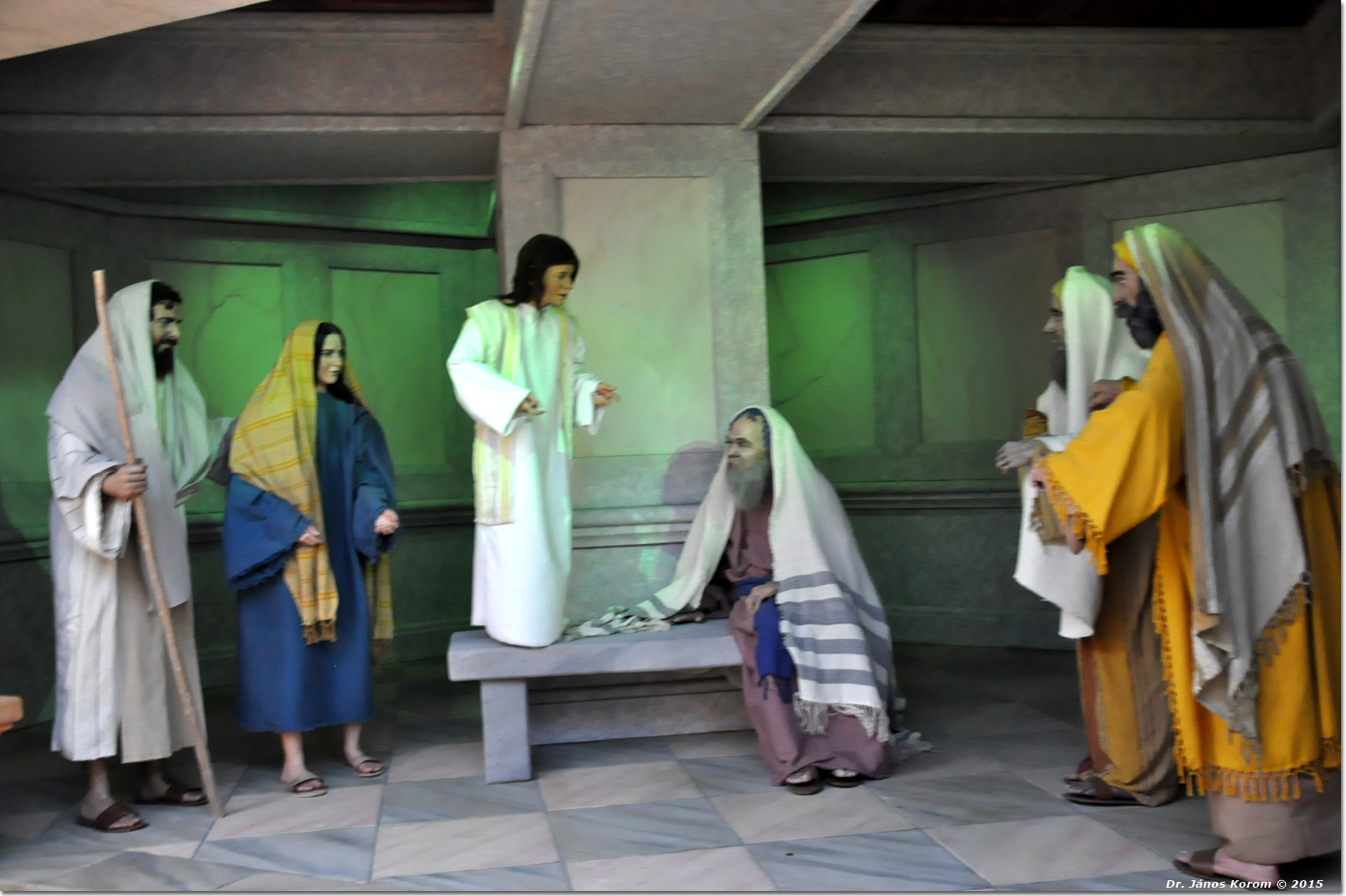
9ª Cena: Jesus entre os doutores do Templo de Jerusalém
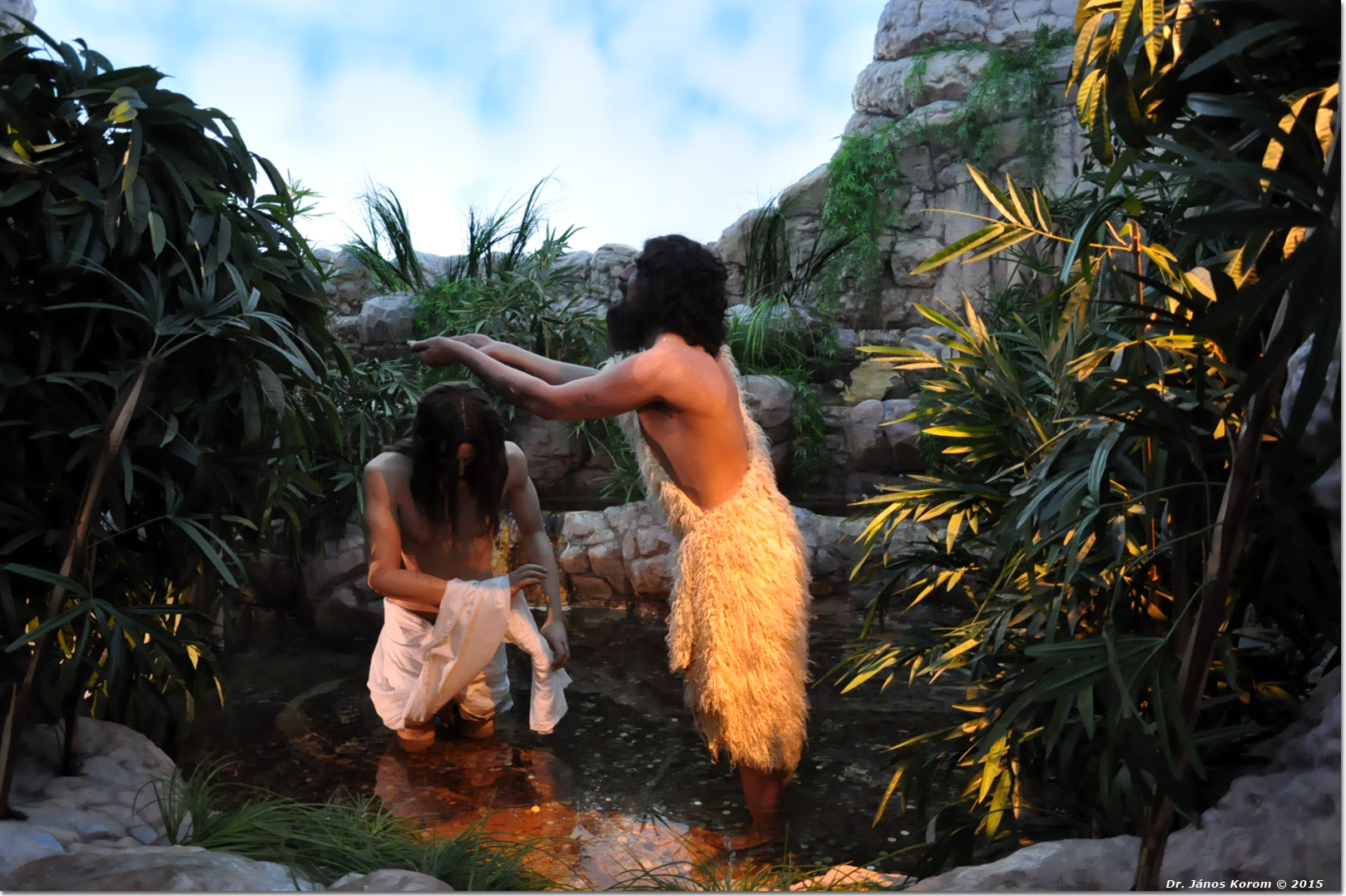
10ª Cena: São João Batista e o batismo de Jesus no rio Jordão
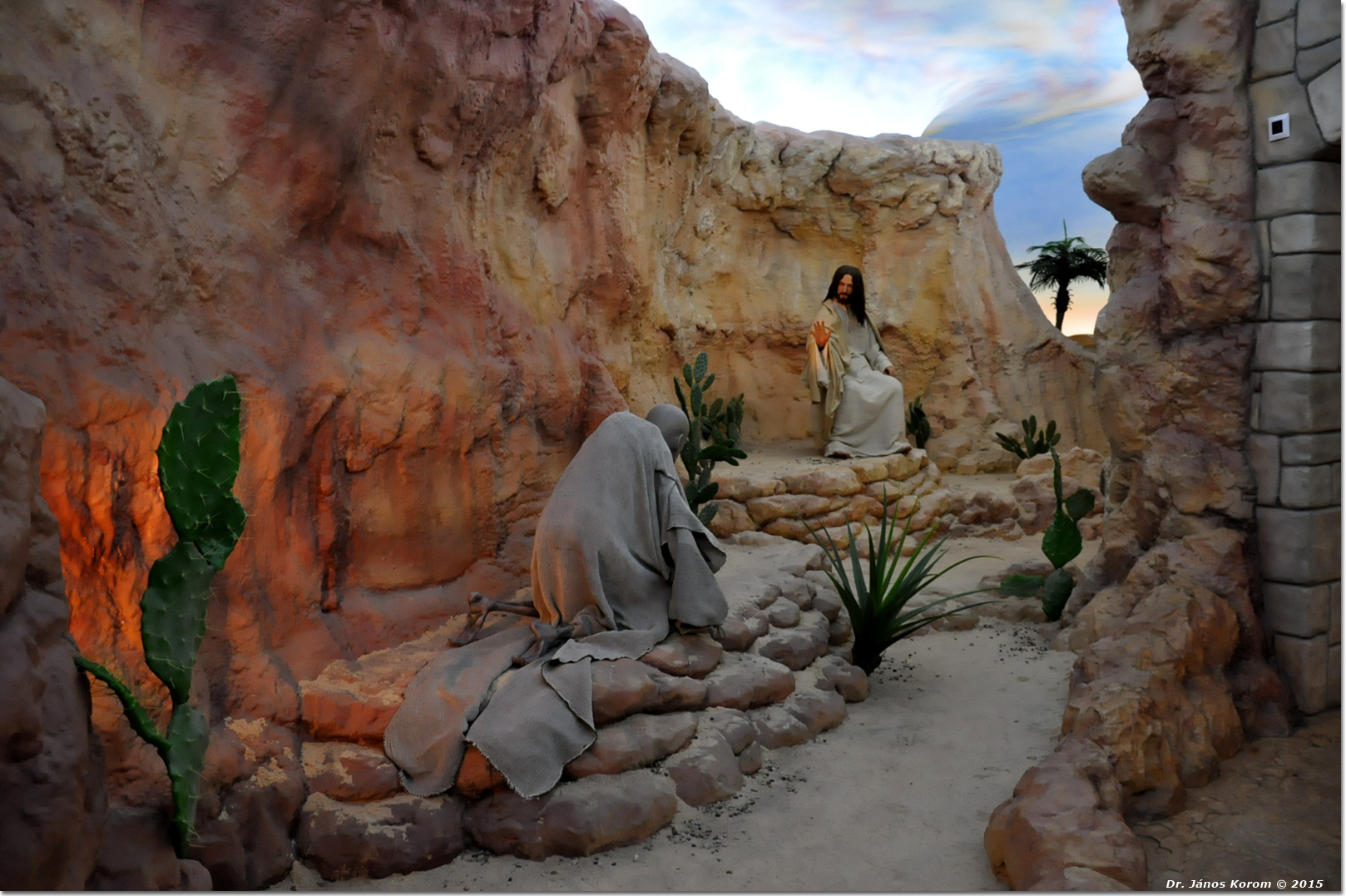
11ª Cena: Tentação de Cristo no deserto da Judeia
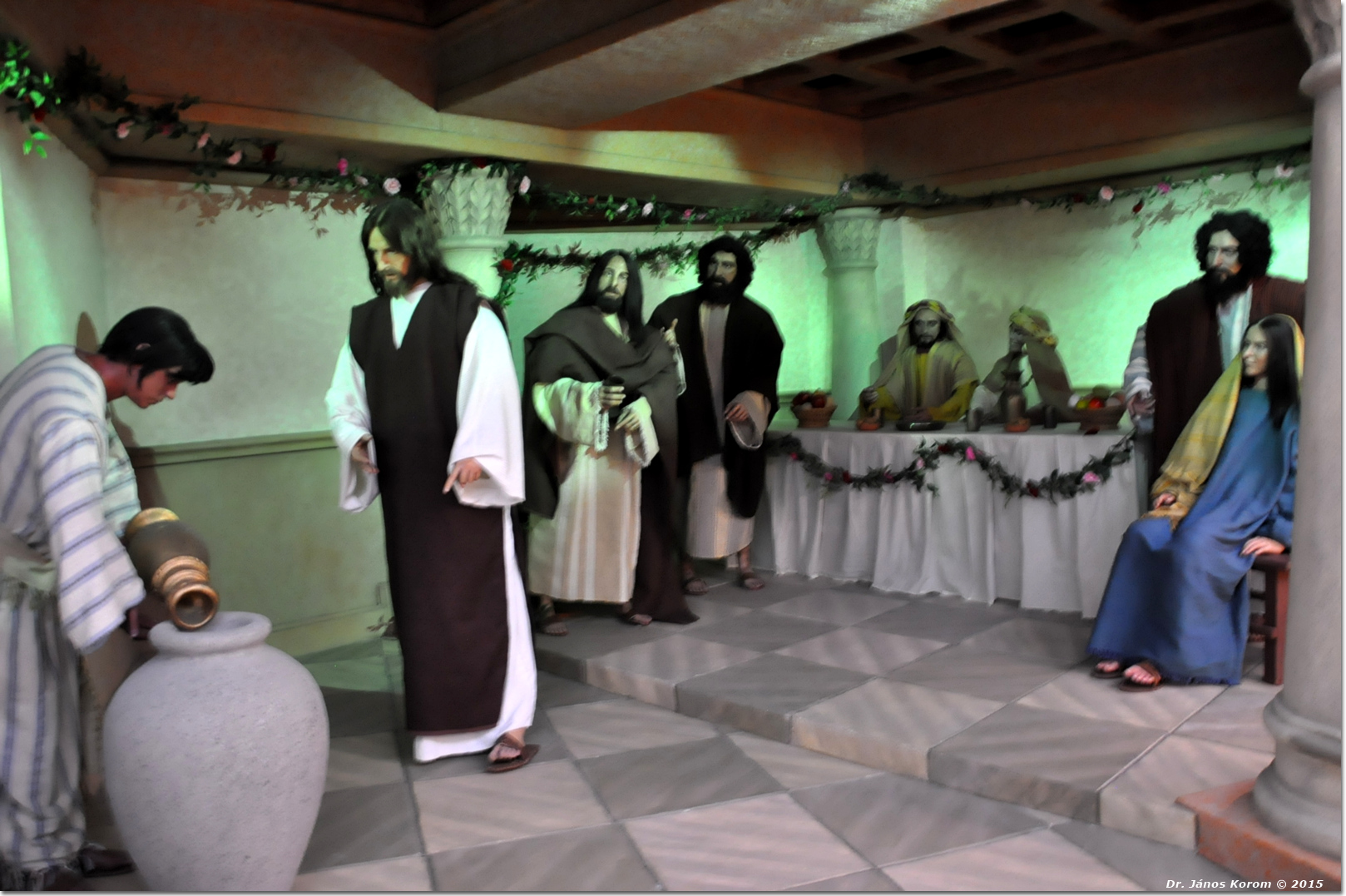
12ª Cena: A transformação da água em vinho nas Bodas de Caná
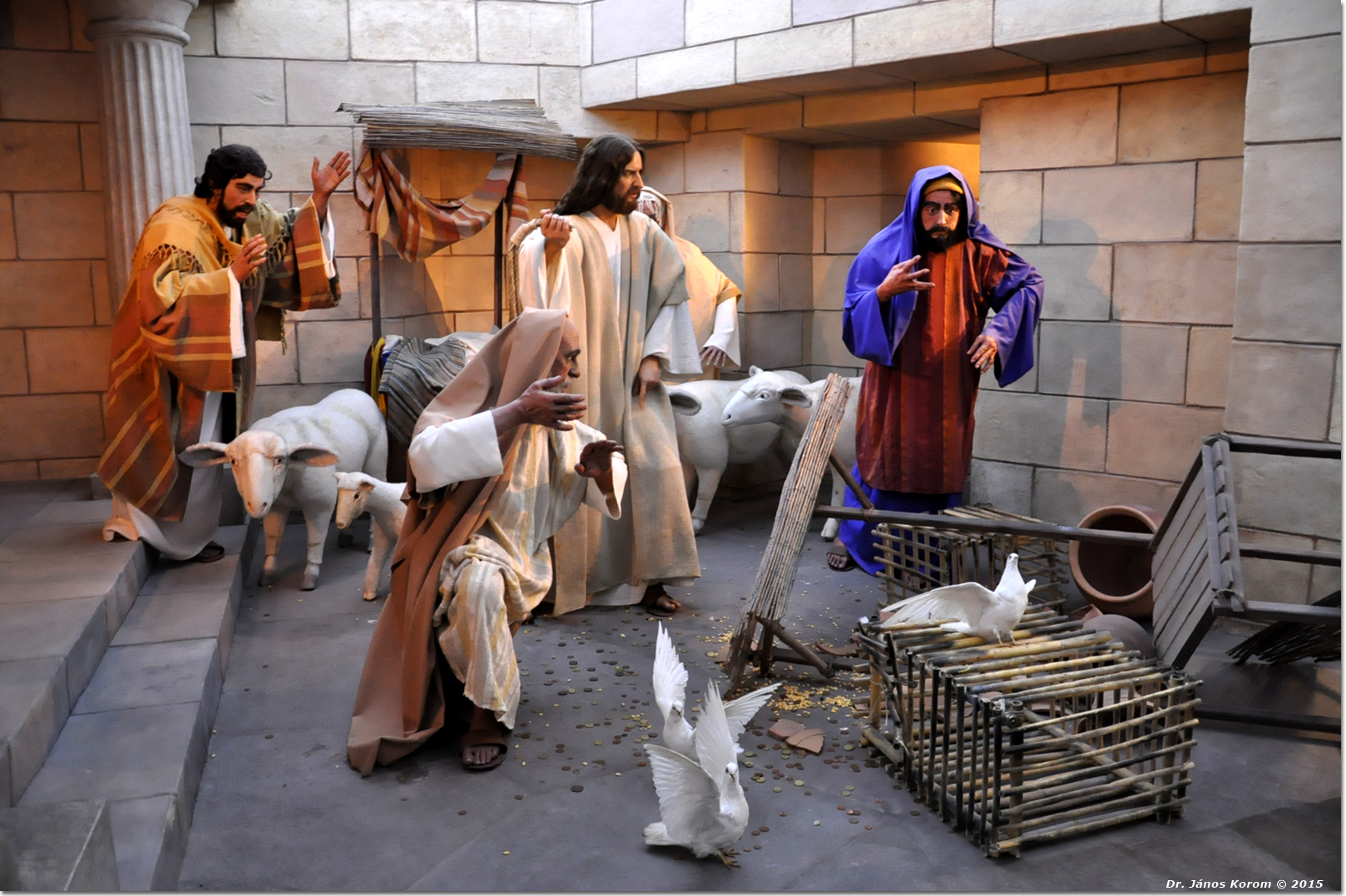
13ª Cena: Jesus expulsando os vendilhões do Templo
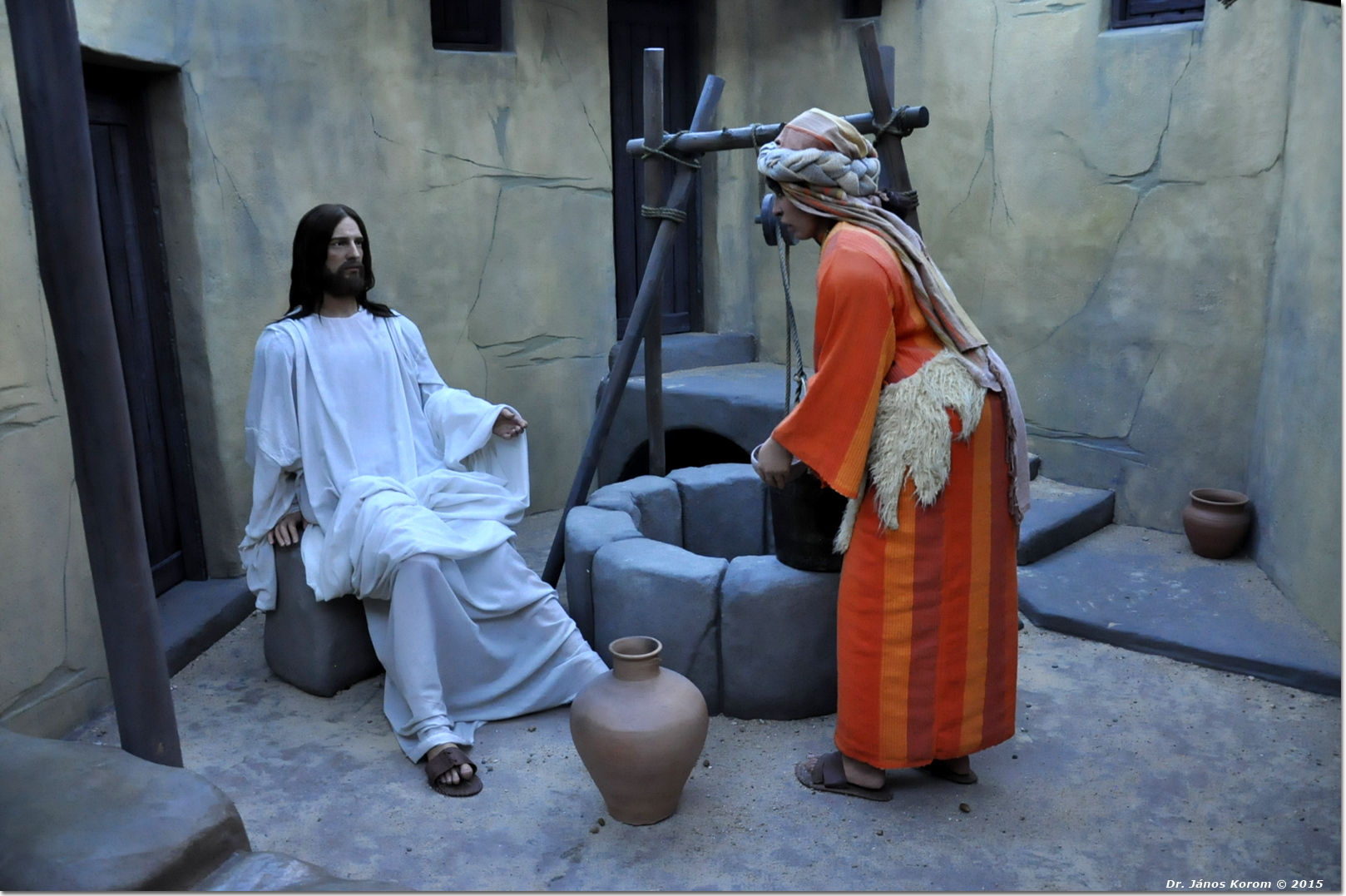
14ª Cena: Encontro de Jesus com a Samaritana no poço
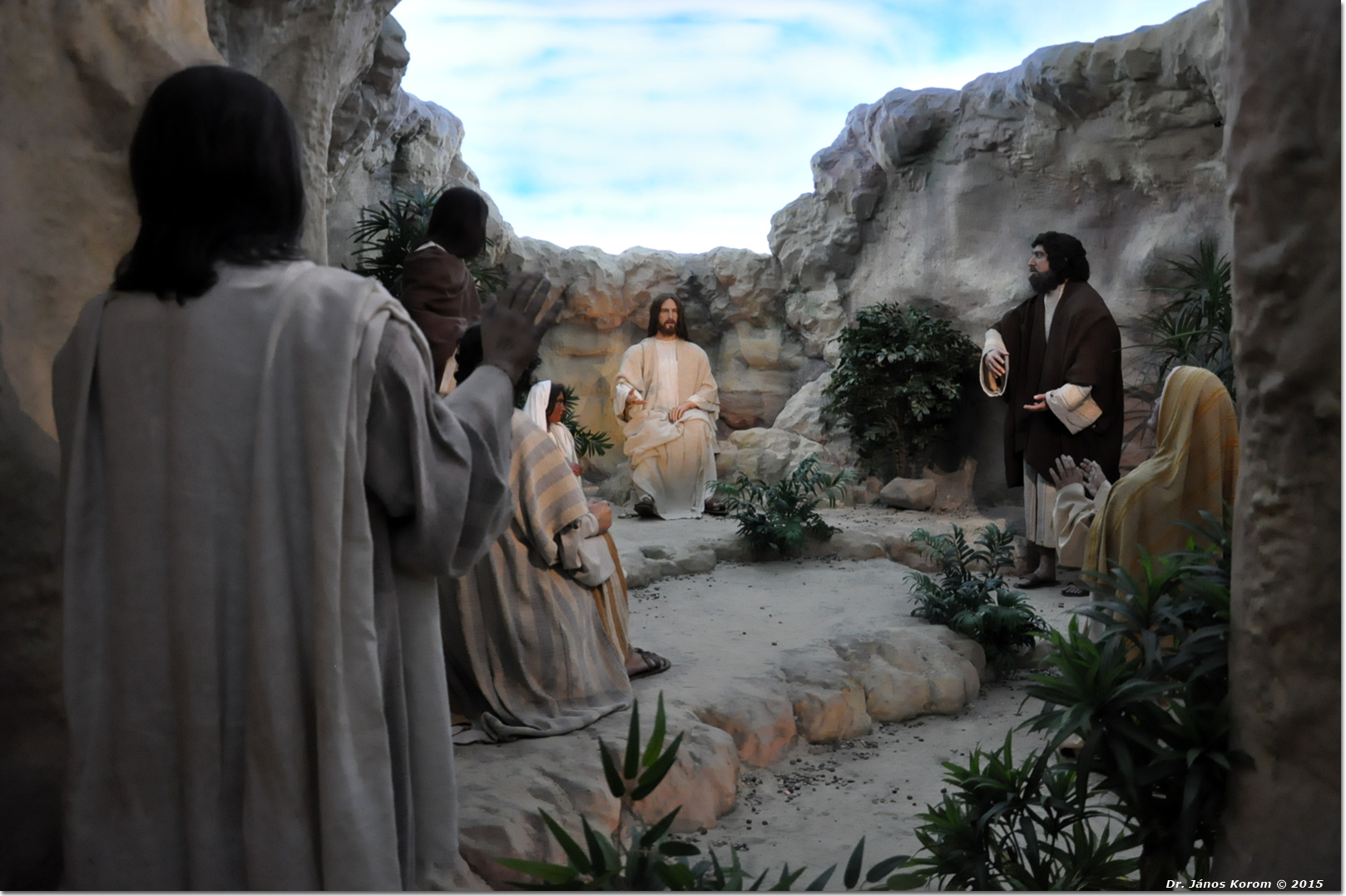
15ª Cena: Sermão da Montanha
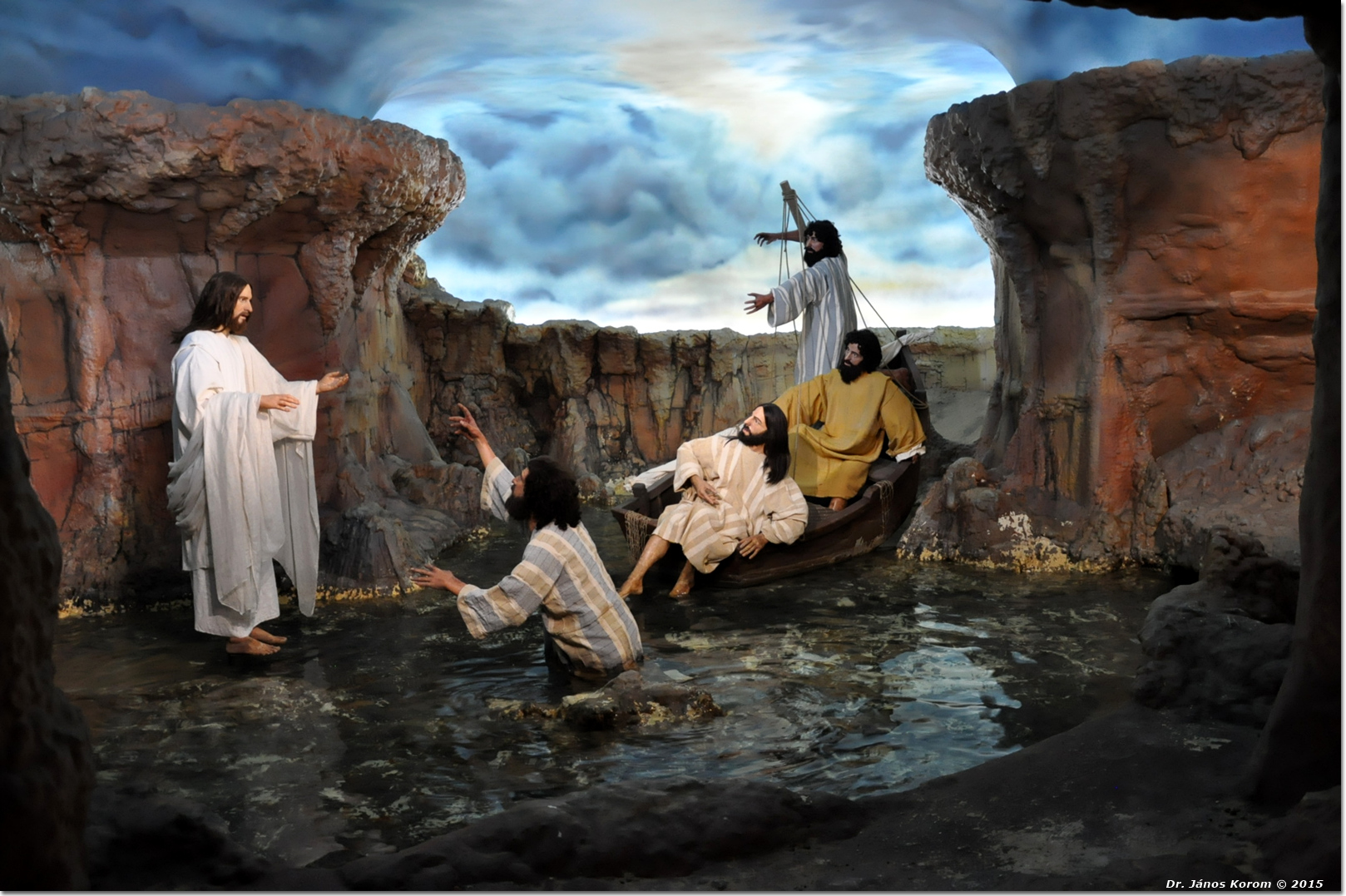
16ª Cena: Jesus andando sobre as águas do mar da Galileia
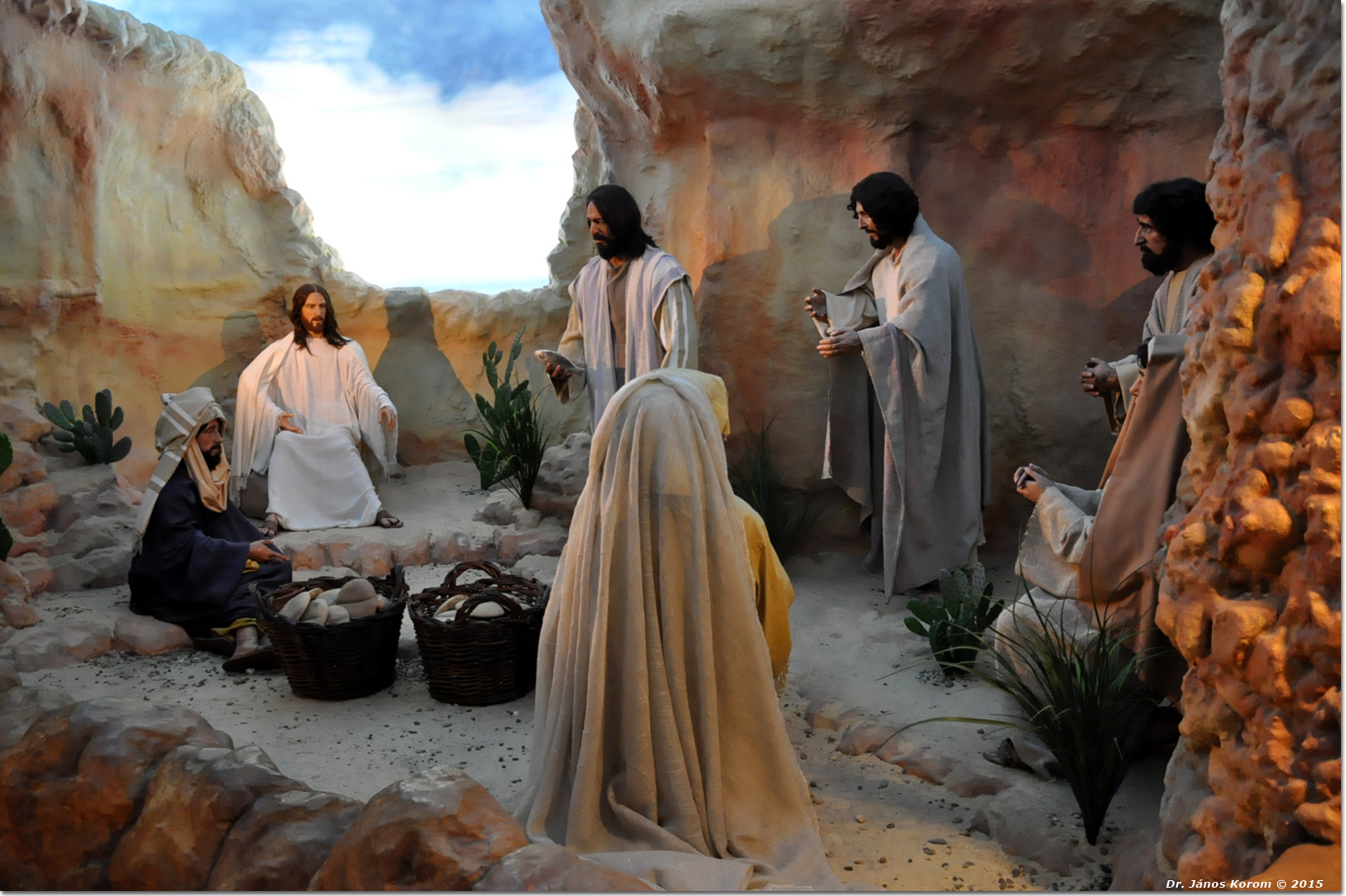
17ª Cena: Multiplicação dos pães e peixes
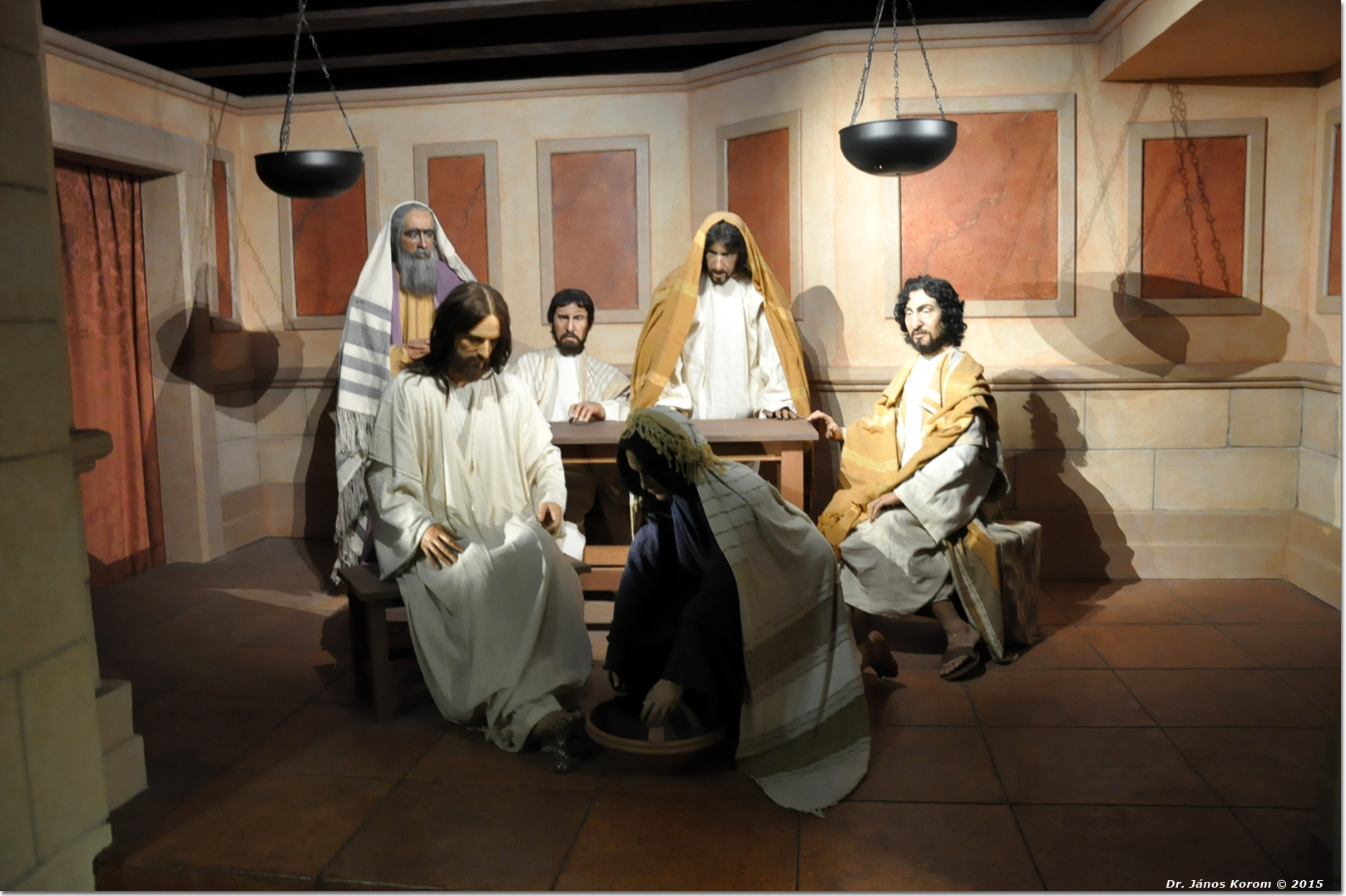
18ª Cena: Maria Madalena, a pecadora arrependida
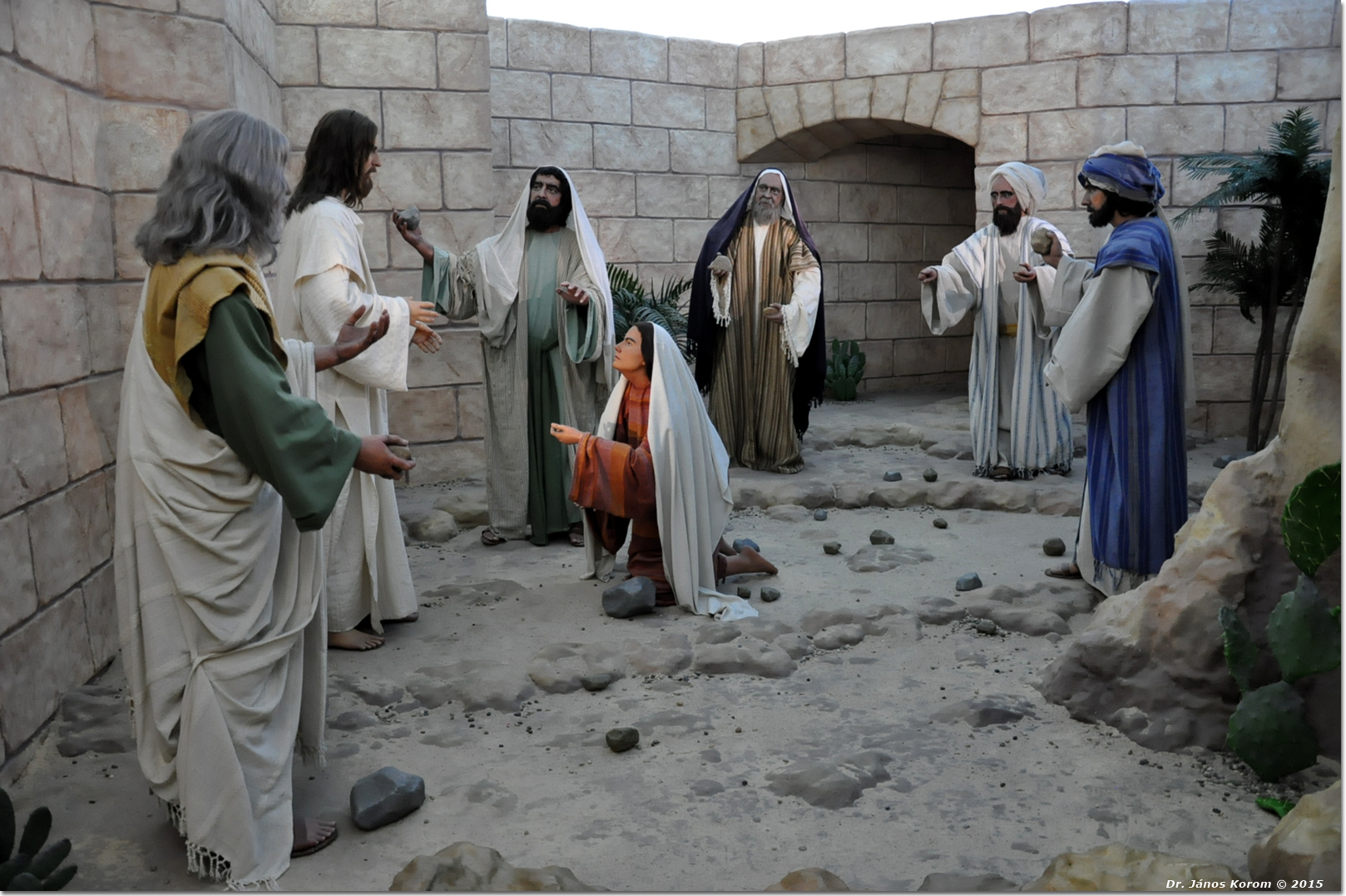
19ª Cena: Jesus e a mulher adúltera
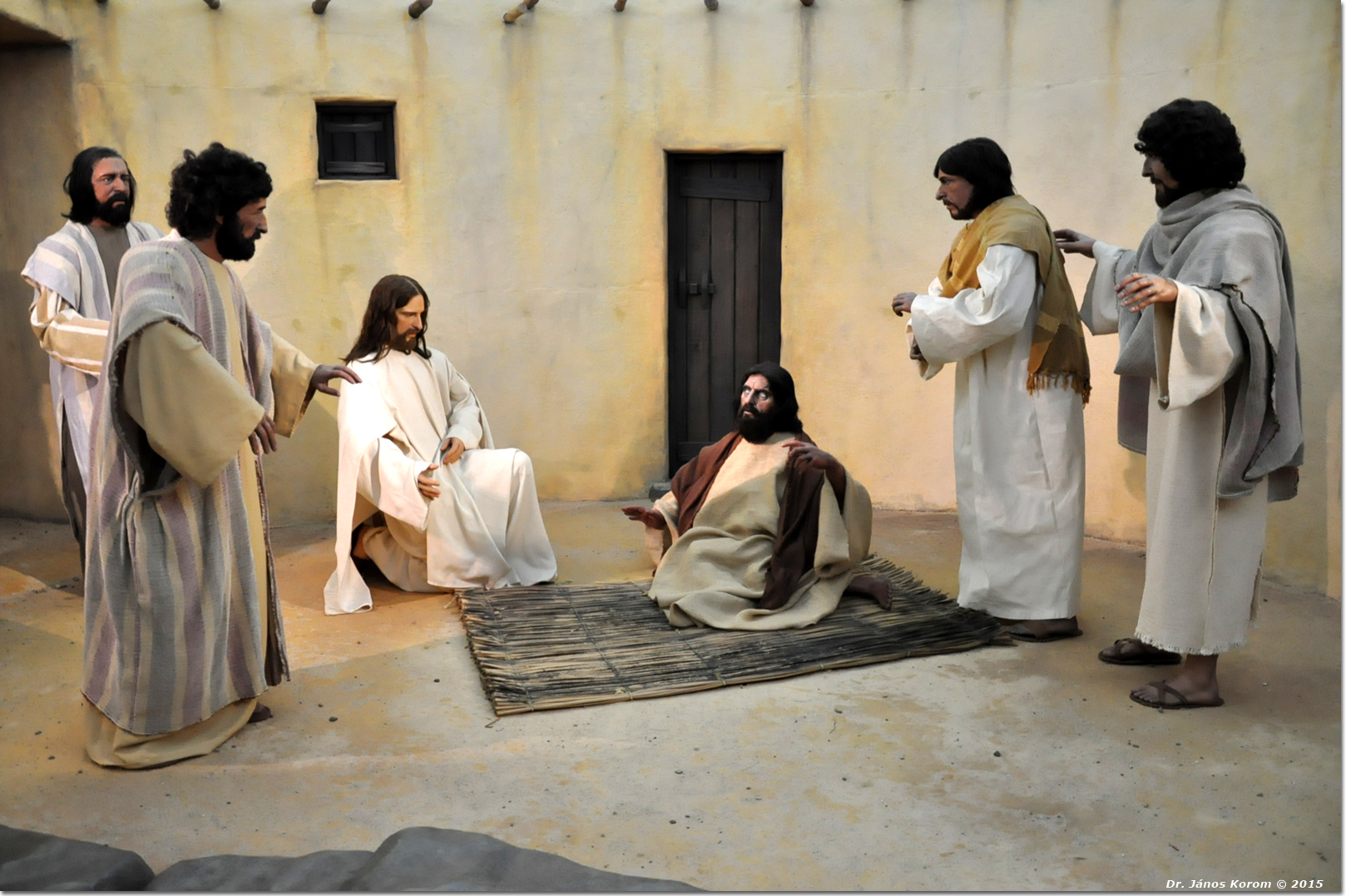
20ª Cena: Jesus curando o cego de nascença
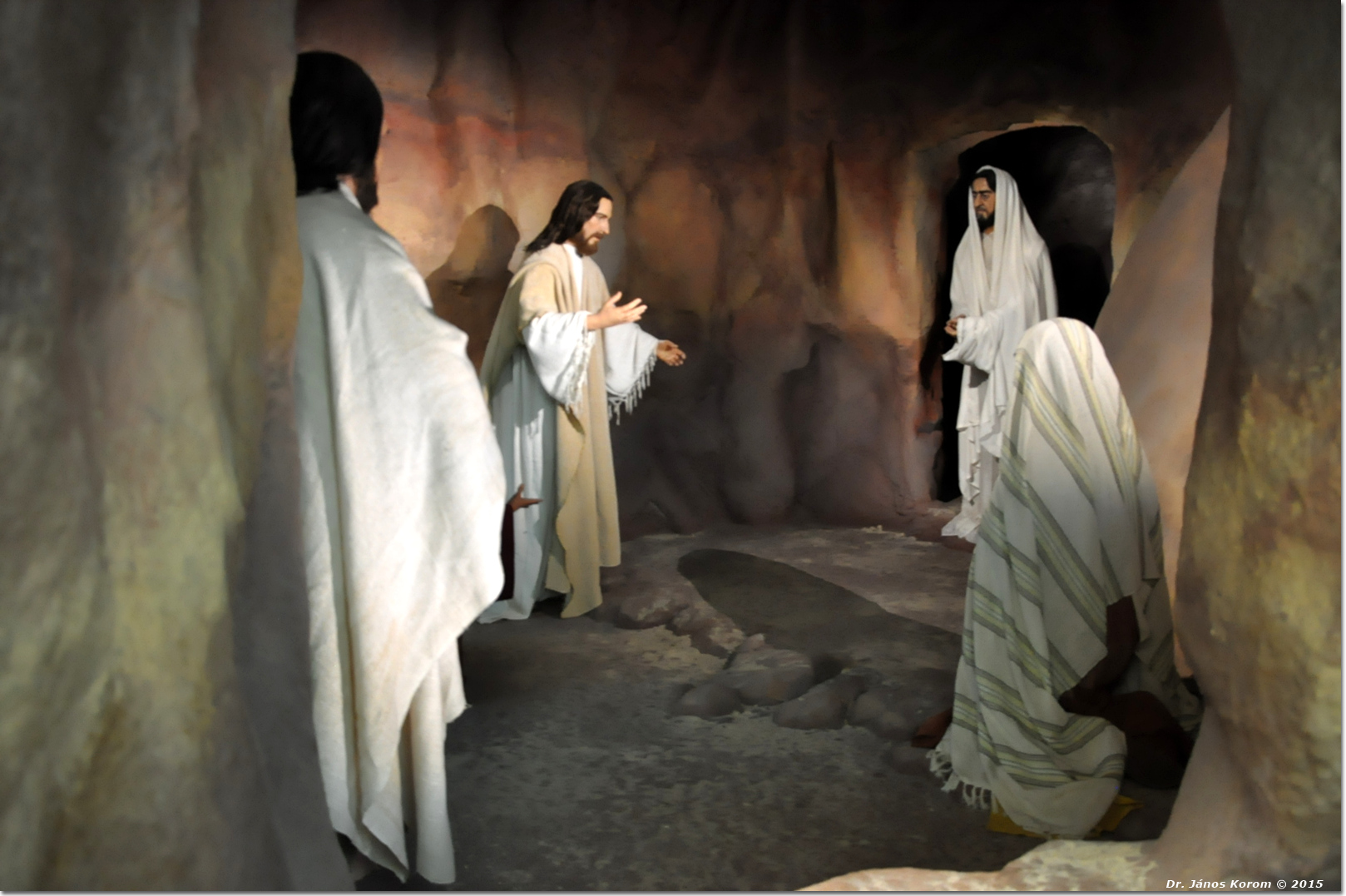
21ª Cena: A ressurreição de Lázaro
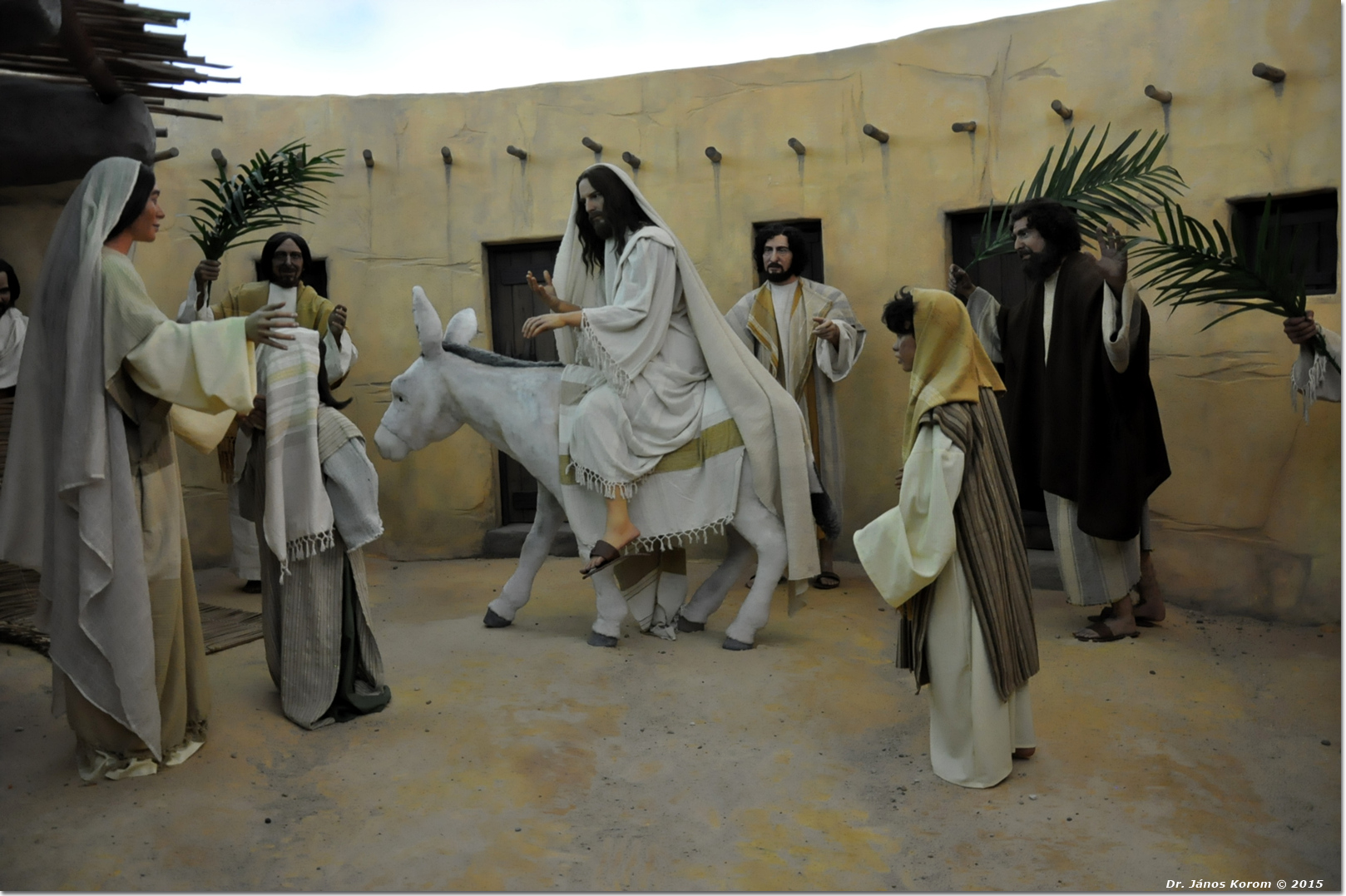
22ª Cena: A entrada triunfal de Jesus em Jerusalém
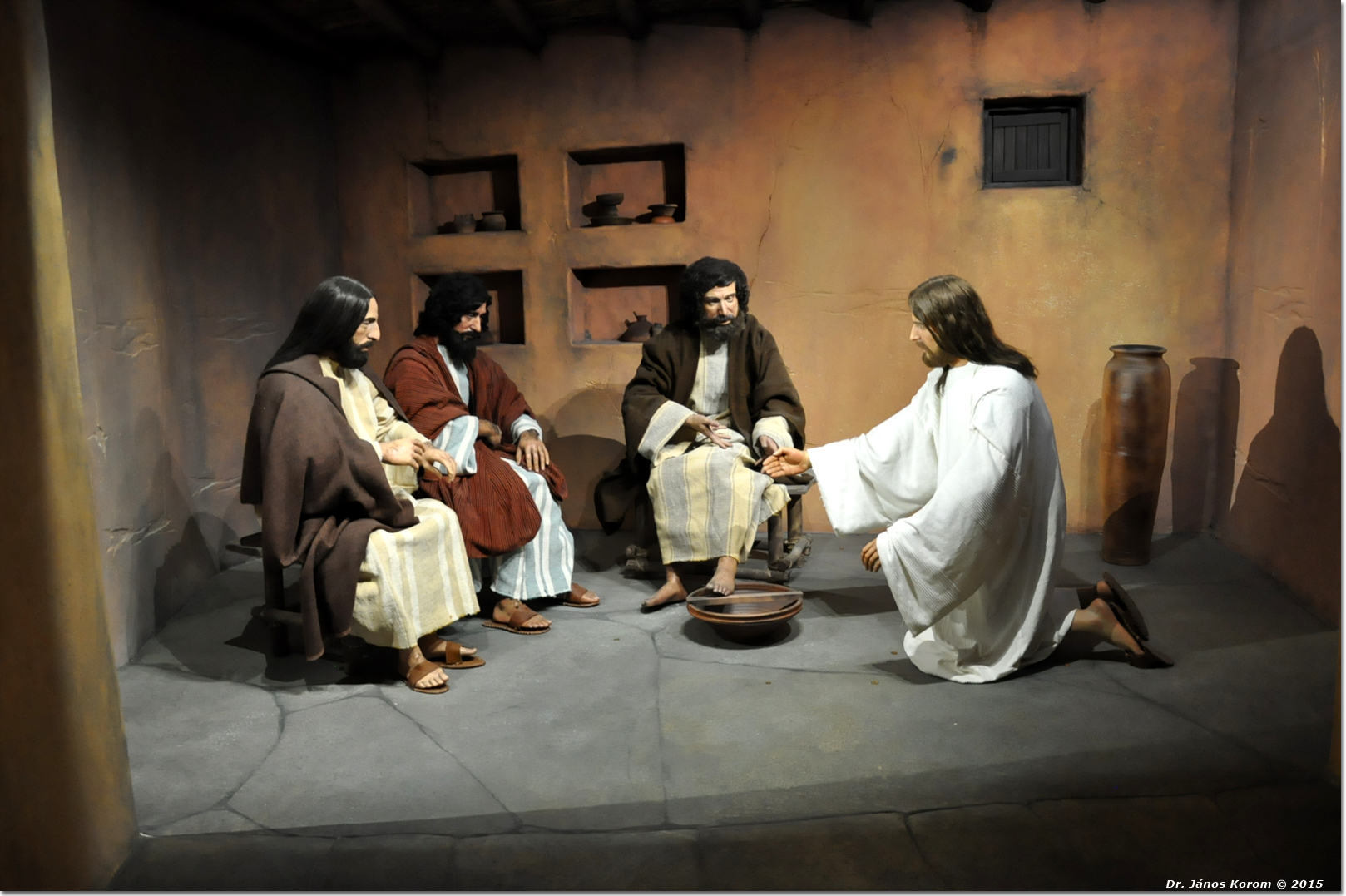
23ª Cena: Jesus lavando os pés dos discípulos
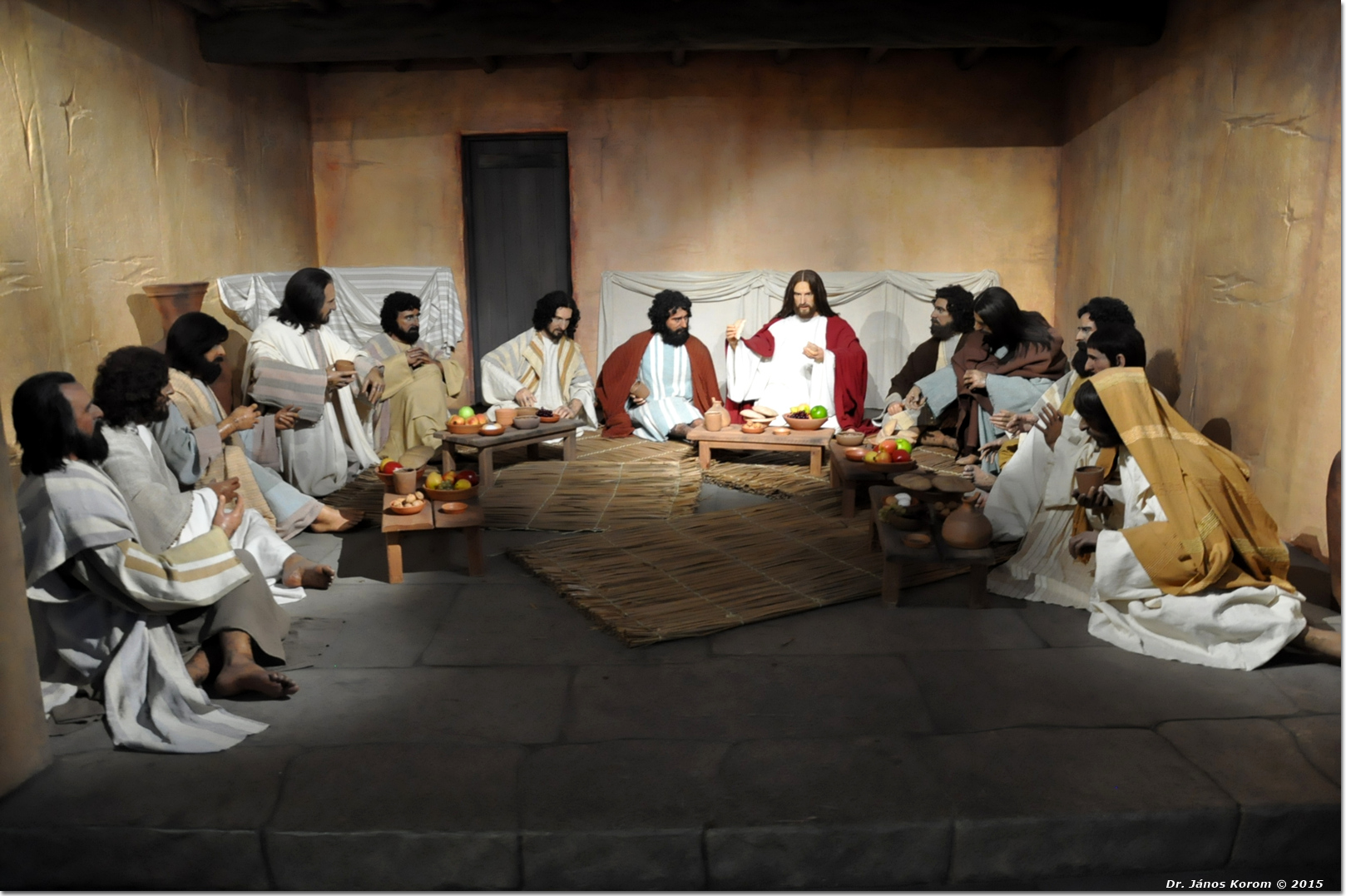
24ª Cena: A Última Ceia de Cristo
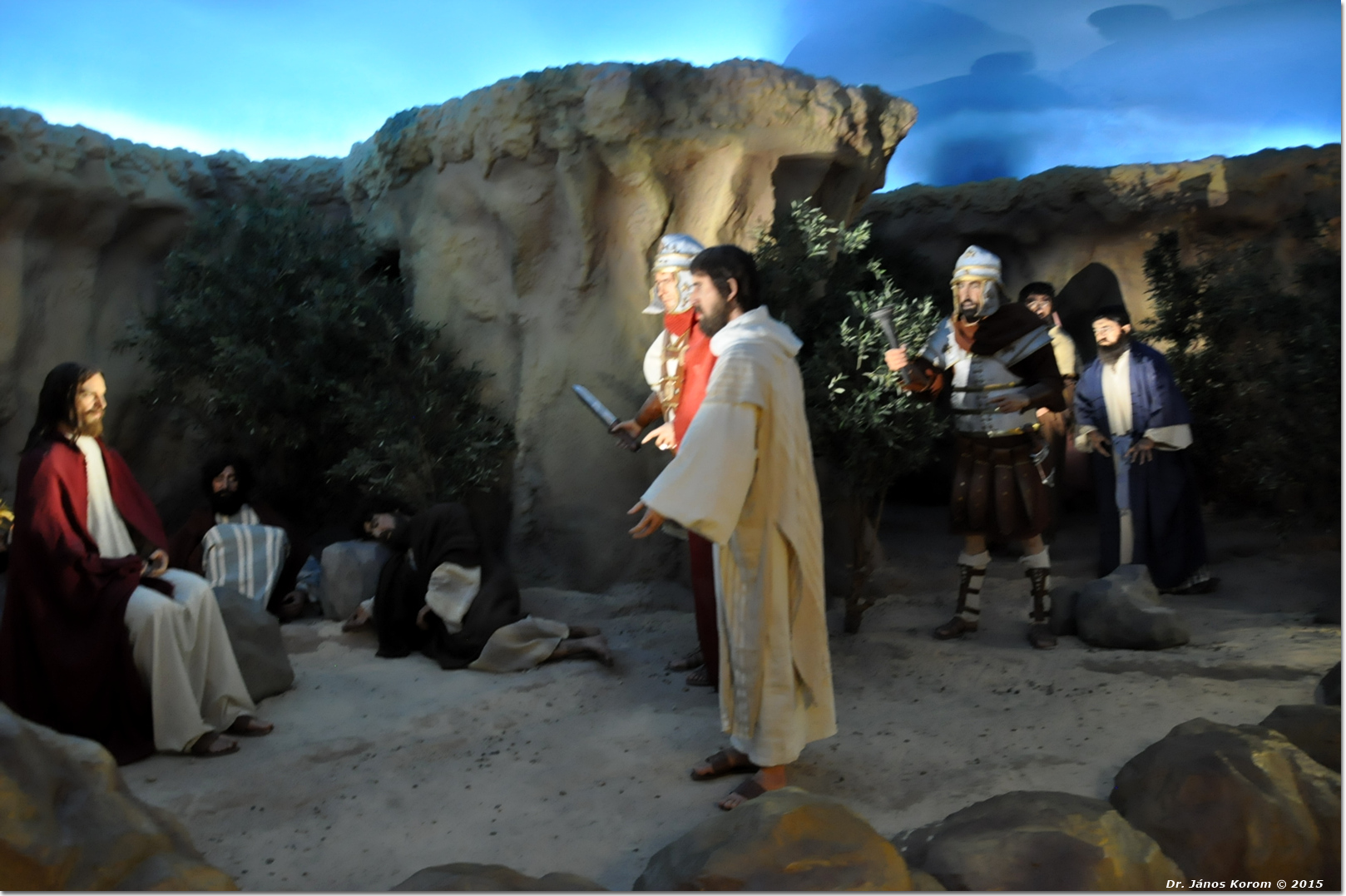
25ª Cena: A agonia de Jesus no Monte das Oliveiras
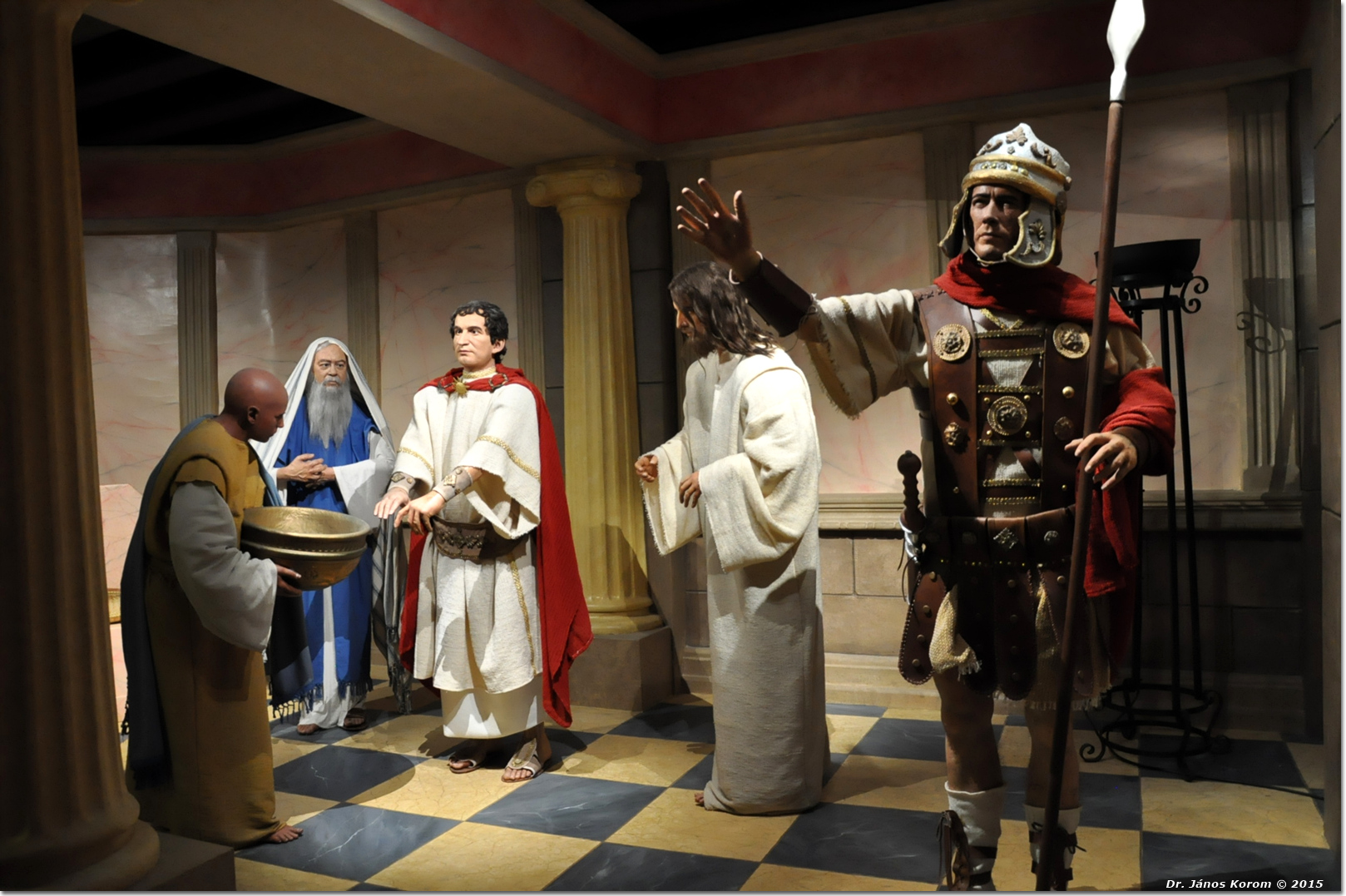
26ª Cena: A condenação de Jesus perante Pôncio Pilatos
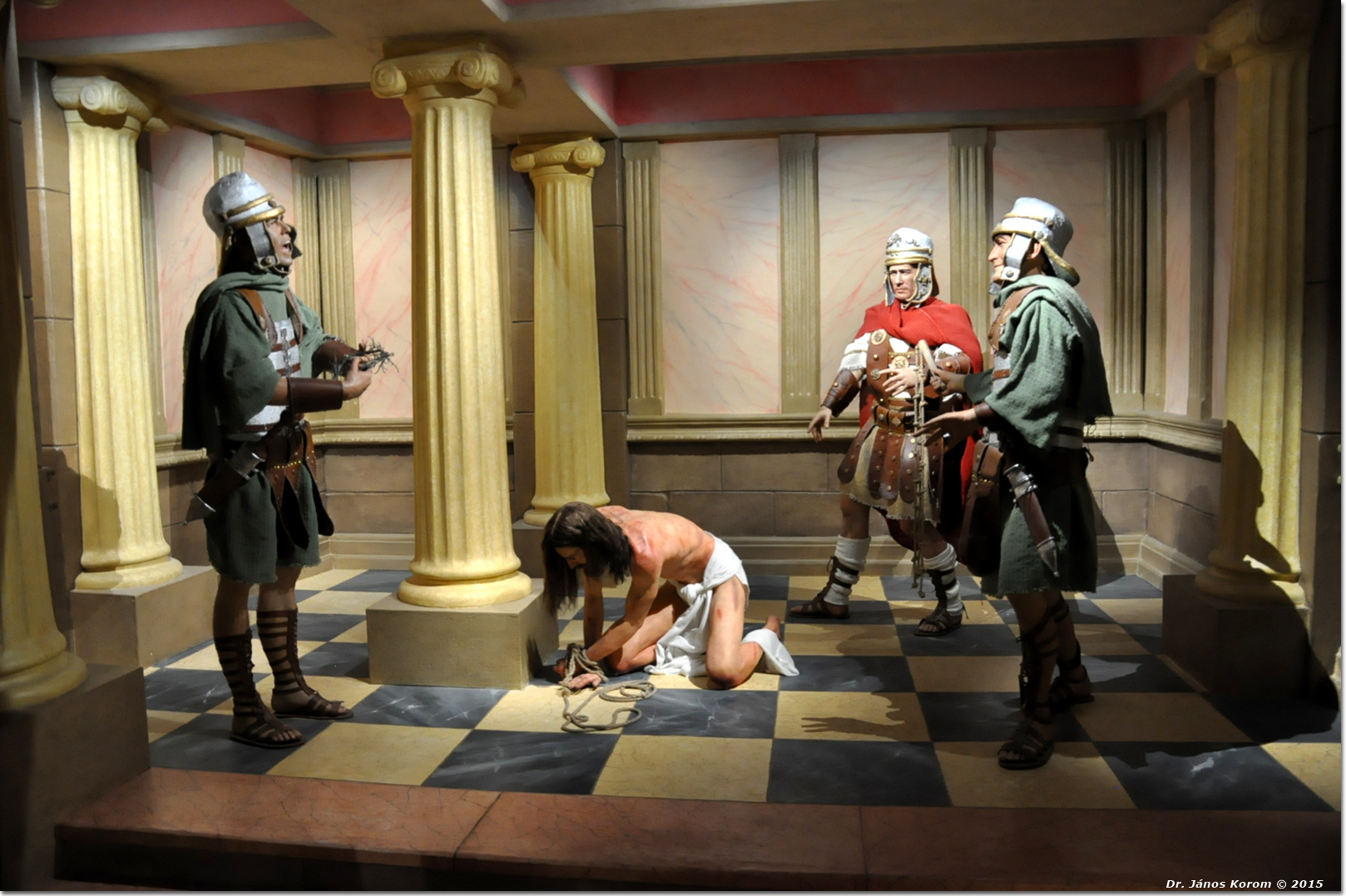
27ª Cena: A flagelação de Jesus
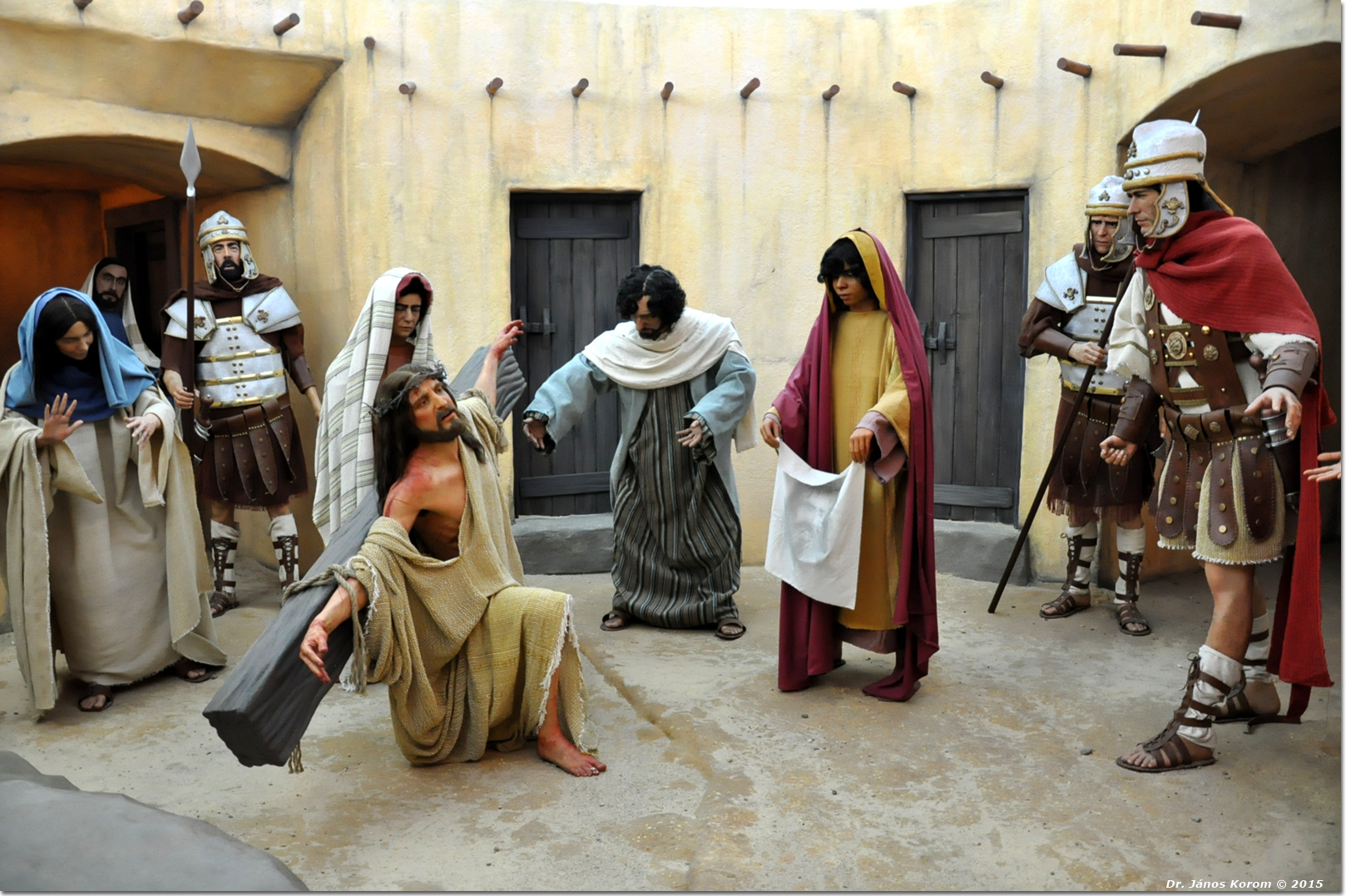
28ª Cena: Jesus carregando a cruz a caminho do Calvário
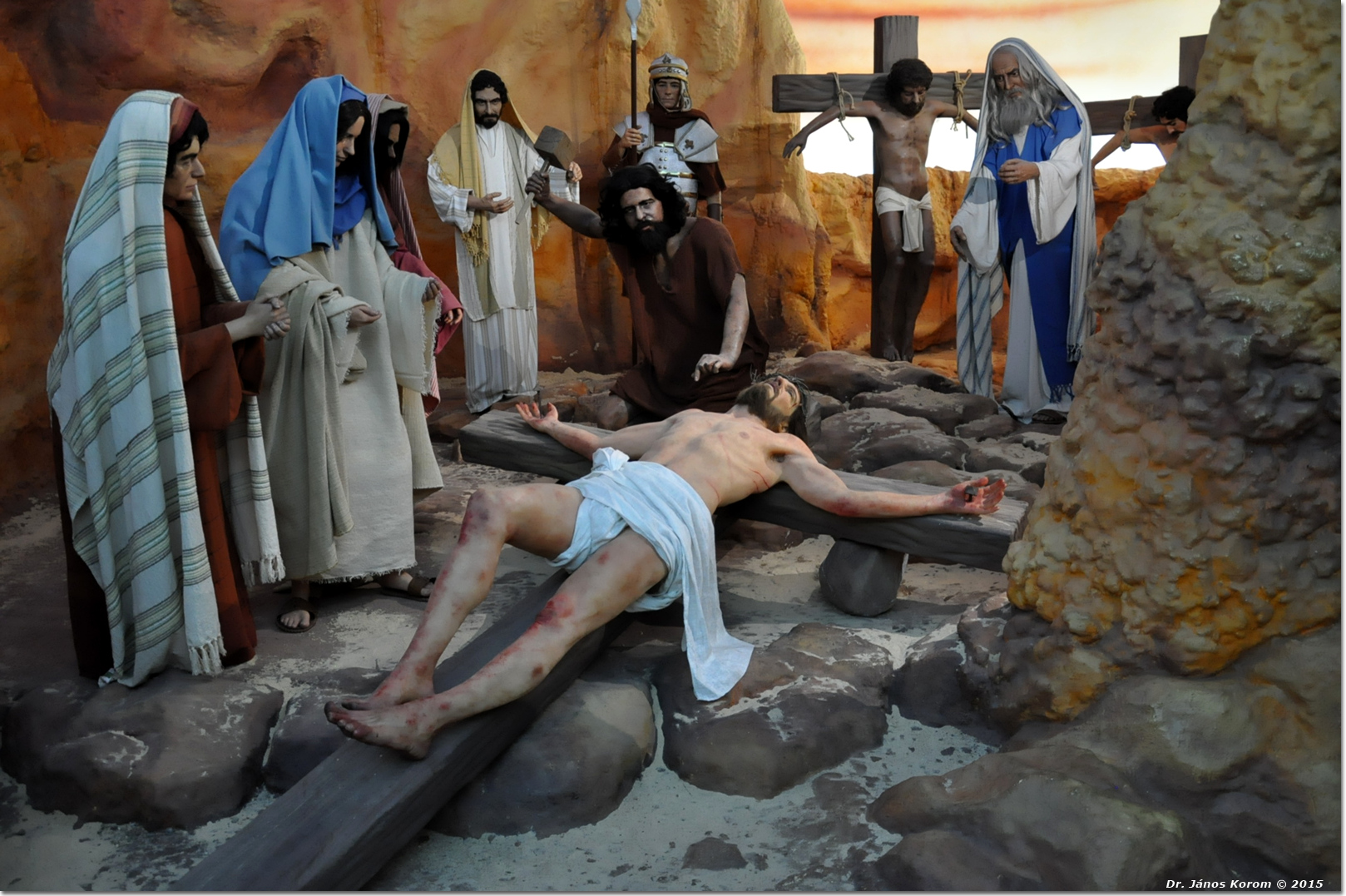
29ª Cena: A crucificação de Jesus
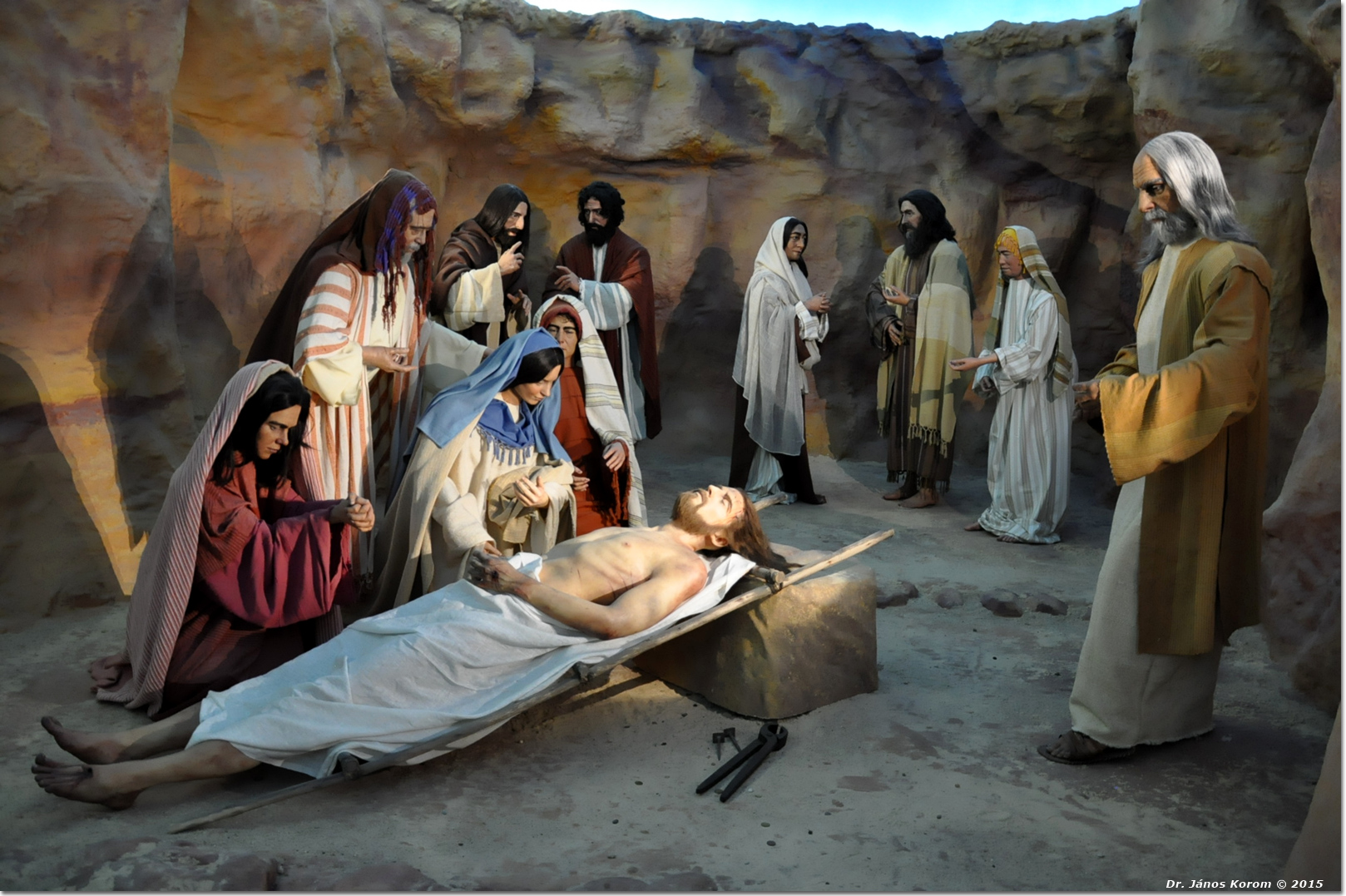
30ª Cena: A deposição da Cruz
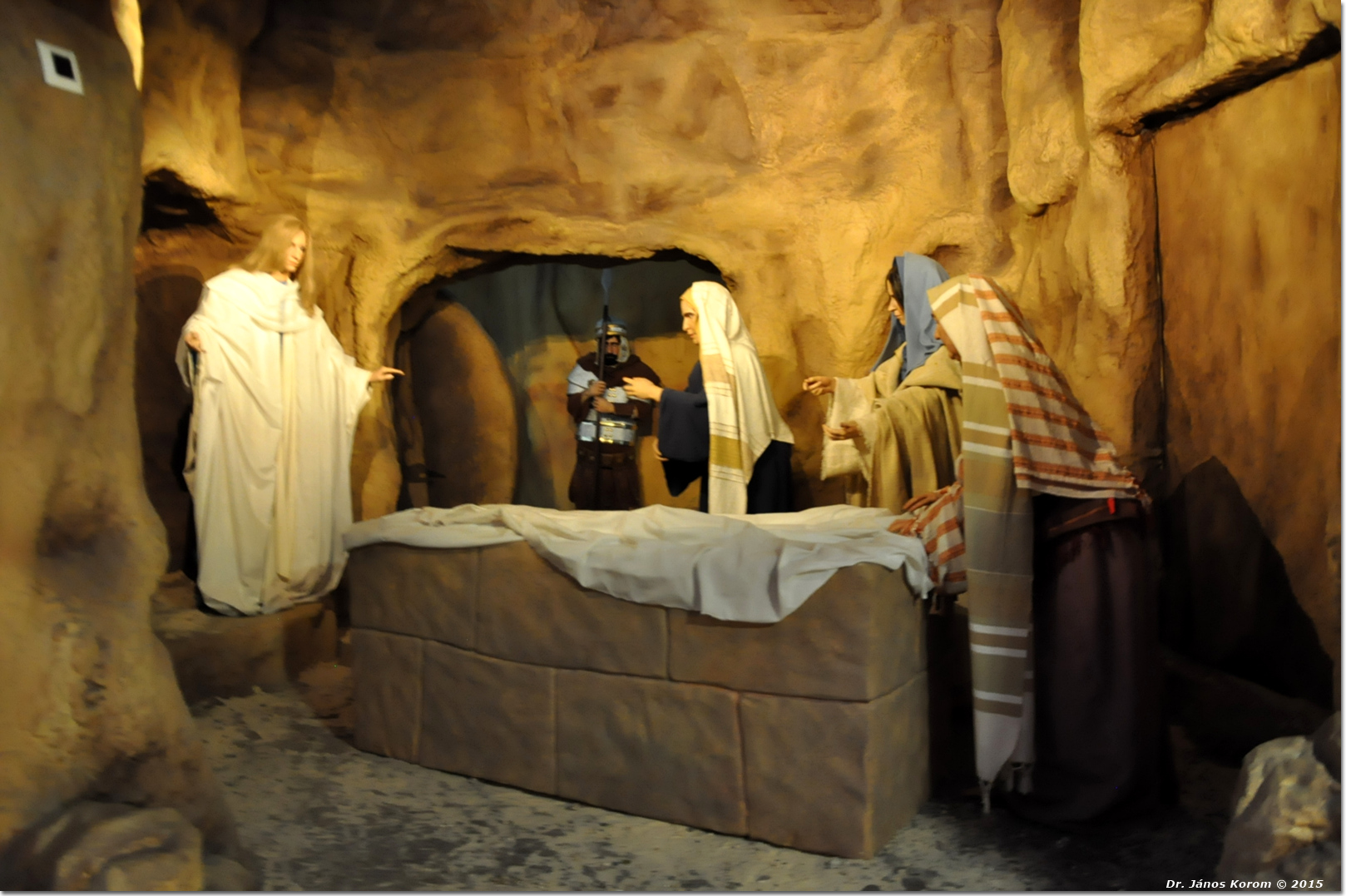
31ª Cena: A ressurreição de Jesus
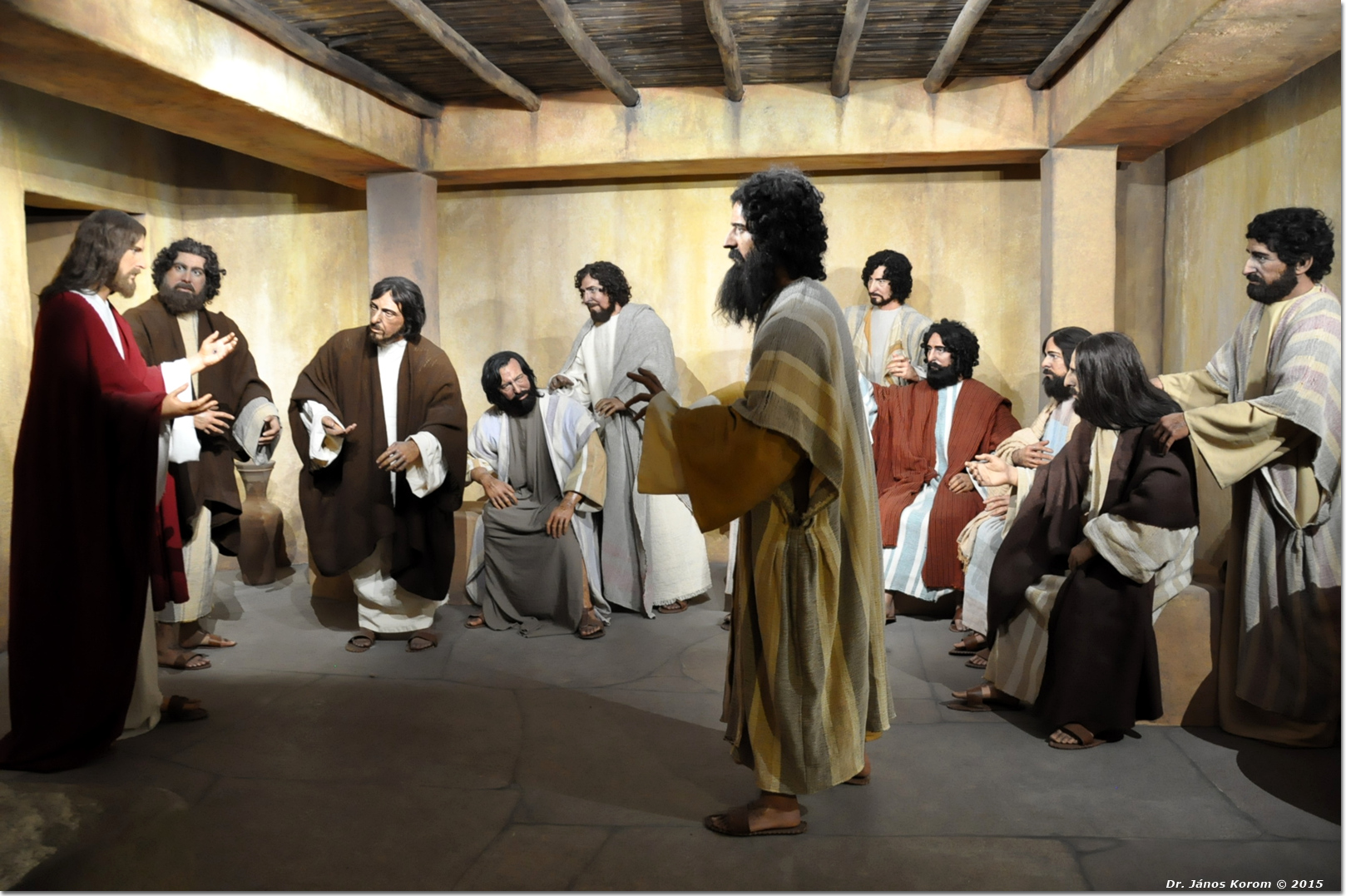
32ª Cena: Jesus aparece aos Seus discípulos
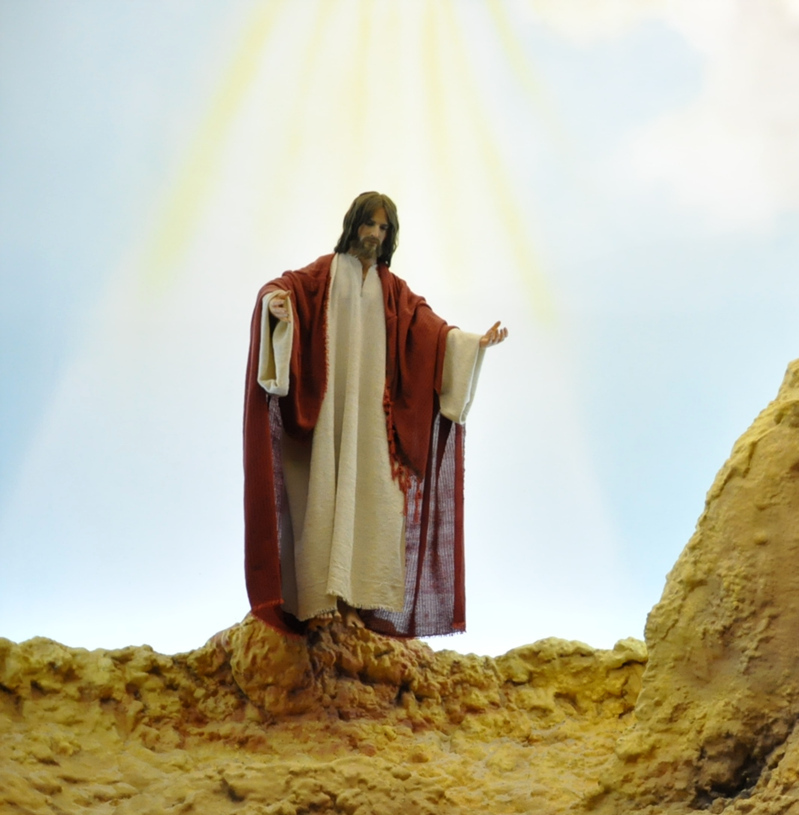
33ª Cena: A ascensão de Jesus ao Céu